# Große Kunst von Frauen

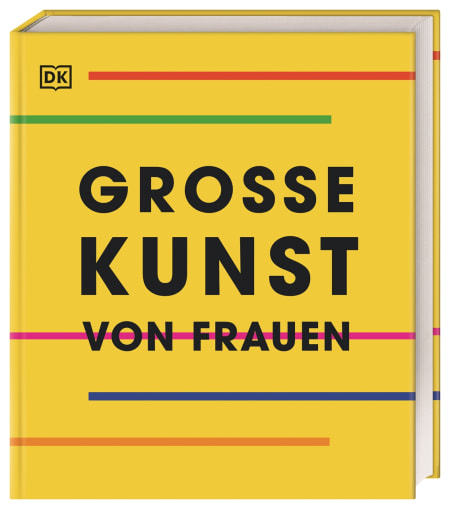
Große Kunst von Frauen. Dorling Kindersley Verlag, München 2021, ISBN 978-3-8310-4293-7

Das Buch Große Kunst von Frauen (englisch Great Women Artists) ist ein 2019 im Verlag Phaidon veröffentlichter Bildband, der 400 Künstlerinnen aus fünf Jahrhunderten (um 1500 bis um 2000) mit ihrem Werk vorstellt. Die deutsche Ausgabe erschien 2021 beim Verlag Dorling Kindersley, übersetzt von Claudia Theis-Passaro, Teresa Zuhl und Annegret Hunke-Wormser. Im Titel des alphabetisch geordneten Buchs ist „von Frauen“ (im Original „Women“) durchgestrichen, um darauf hinzuweisen, dass es sich um große Kunstschaffende handelt, unabhängig vom Geschlecht.

## Beschreibung

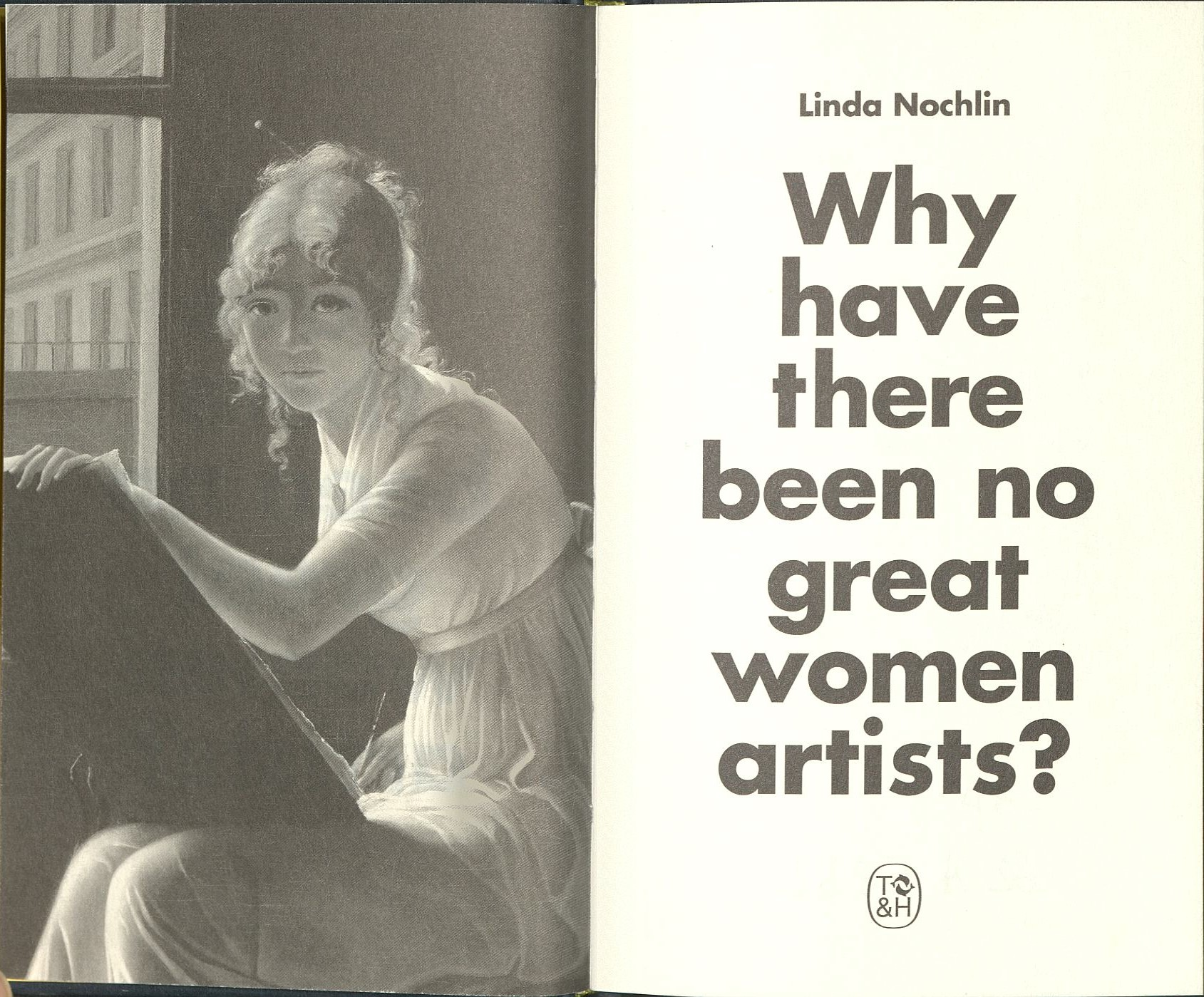
Ausgabe von „Why have there been no great women artists?“ zum 50. Jahrestag 2021. Der Bildausschnitt stammt aus einem Porträt von Marie-Denise Villers (1801)

Im Vorwort verweist der Verlag darauf, dass Große Kunst von Frauen zum Teil auf Phaidons Publikation The Art Book aus dem Jahr 1994 beruht, die einen verlegerischen Standard für aufwändige und reichhaltige Reproduktionen setzte. Schon diese Publikation hätte eine Reihe von Künstlerinnen aufgenommen, was damals in Kunstgeschichtsbüchern eher die Ausnahme gewesen sei. Der Verlag begründet die Veröffentlichung von Große Kunst von Frauen damit, dass heute die von Frauen geschaffene Kunst immer wichtiger werden würde und Galerien, Museen und der Kunstmarkt zunehmend auf zuvor übersehene Künstlerinnen aus Vergangenheit und Gegenwart aufmerksam würden. Chancengleichheit für Künstlerinnen sei noch nicht erreicht, der Verlag möchte mit der Publikation Interessierten eine geeignete Einführung bieten. Der Originaltitel des Buchs (Great Women Artists) bezieht sich auf das bahnbrechende Essay Why have there been no great women artists? („Warum hat es keine bedeutenden Künstlerinnen gegeben?“) der Kunsthistorikerin Linda Nochlin von 1971.
„Women“ bzw. „von Frauen“ ist auf dem Titelblatt des Bildbands durchgestrichen, was eine Verlegerin von Phaidon, Deborah Aaronson, angeregt hatte. Rebecca Morril, die Auftragsredakteurin des Werks, sagte in einem Interview dazu:

“A line through this word is a simple gesture to demonstrate that we know that it should be enough to call these artists „great“ without having to also mention that they are women, but that until there is 50/50 gender representation across the art world (and indeed the wider world) such rebalancing acts are still necessary, to increase awareness of artists whose names are not yet well-known.”

„Eine Linie durch dieses Wort ist eine einfache Geste, um zu zeigen, dass wir wissen, dass es ausreichen sollte, diese Kunstschaffenden als „großartig“ zu bezeichnen, ohne auch noch erwähnen zu müssen, dass sie Frauen sind, dass aber bis zu einer 50/50 Geschlechterverteilung in der Kunstwelt (und in der Tat in der ganzen Welt) solche ausgleichenden Handlungen immer noch notwendig sind, um das Bewusstsein für Künstlerinnen zu erhöhen, deren Namen noch nicht so bekannt sind.“

Wie schon The Art Book bietet Große Kunst von Frauen eine Übersicht über die Kunstschaffenden, die nicht chronologisch, sondern nach Alphabet angelegt ist. Bei der Veröffentlichung von The Art Book hätte dies einen völlig neuen Ansatz dargestellt, so der Verlag. Die Auswahl der 400 Künstlerinnen erfolgte unter Berücksichtigung mehrerer Kriterien, wobei das Hauptziel war, eine möglichst breitgestreute Darstellung von Kunst zu erreichen: „Werke verschiedener Epochen, hergestellt von Künstlerinnen weltweit, unter Verwendung verschiedener Formen und Materialien.“ Nur namentlich bekannte Künstlerinnen, von denen mindestens ein Kunstwerk erhalten ist, wurden einbezogen. Dadurch fehlen Objekte und Bilder aus Kulturen, in denen die Namen der Kunstschaffenden von Objekten traditionell nicht verzeichnet werden. In einem Interview ergänzte Morrill, dass die lange Liste mit einer Zusammenstellung von Listen von Künstlerinnen begann, die in früheren Phaidon-Büchern (sowohl Monografien als auch Überblickswerke) und in großen Einzelausstellungen weltweit vertreten waren. Diese erste Liste wurde mit Hilfe der freiberuflich arbeitenden beratenden Redakteurin, Kunstkritikerin und Kuratorin Karen Wright erweitert.
Aufgenommen wurden auch Kunstschaffende, denen bei ihrer Geburt das weibliche Geschlecht zugeordnet wurde, die sich inzwischen aber nicht-binär identifizieren, sowie Transfrauen. Die früheste aufgenommene Künstlerin wurde um 1490 geboren (Properzia de’Rossi), die späteste im Jahr 1990 (Tschabalala Self). Zu jeder Künstlerin wird eines ihrer Werke – meist wurde ihr bekanntestes ausgewählt – mit einem großen Farbfoto vorgestellt. Dazu gibt es von 23 Autorinnen und Autoren verfasste biografische Informationen und kurze ästhetische Interpretationen der abgebildeten Werke.
In der Einleitung des Buches verweist Rebecca Morrill auf frühe Beispiele von Abhandlungen, die vor allem Künstlerinnen in den Blick nahmen, die schon vor den Anfängen der feministischen Kunstgeschichte in den 1960er Jahren entstanden. Sie nennt hierzu Giovanni Boccaccios De claris mulieribus (1361–1362) und Walter Shaw Sparrows (1862–1940) Women Painters of the World (1905). Morrill führt einerseits an, dass wohl viele Künstlerinnen „in Vergessenheit geraten“ sind und „auf ihre Wiederentdeckung warteten“, verweist andererseits aber darauf, dass Nochlin in ihrer Analyse zu den fehlenden Künstlerinnen in der Kunstgeschichte die Möglichkeit außer Acht gelassen hätte, dass „sich die Wahrnehmung von ‚künstlerischer Größe‘ in Zeit und Raum verschieben“ könne und „nicht auf ewig festgeschrieben“ bleiben müsse. Morrill konstatiert, dass sich die Situation von Künstlerinnen im 21. Jahrhundert deutlich verbessert habe, männliche Kunstschaffende es aber weiterhin einfacher hätten, von der Kritik wahrgenommen zu werden und hohe Preise für ihre Werke zu erzielen. Mit den personellen Veränderungen in den Kulturinstitutionen sei aber ein Wandel eingetreten. Viele öffentlichen Museen bemühten sich nun um höhere Diversität bei den ausgestellten Kunstschaffenden, was auch den Ankauf von Werken betrifft.
Ein Glossar, das den Zusammenhang zwischen den präsentierten Künstlerinnen im Zusammenhang mit vertrauten Stilen und Strömungen zeigt, rundet den Sammelband ab.

## Rezeption
Quinn Kirby verweist in Musée Magazine darauf, dass das Buch gleichzeitig anerkennt als auch ignoriert, wie das Geschlecht den Zugang von Künstlerinnen zu kreativen Räumen beeinflusst hat. Beim Lesen der Publikation entstehe der Eindruck, in einem visuellen Wörterbuch zu blättern. Die ausgewählten Werke und Beschreibungen der Künstlerinnen ermöglichten es, sich inspirieren zu lassen, bestimmte Künstlerinnen an anderer Stelle zu erkunden. Dadurch würde die Arbeit der Künstlerinnen aufgewertet, was das ausdrückliche Ziel des Buches sei.
Während Devie Ivie im Interview Magazine die Zugänglichkeit des „Coffee Table Books“ hervorhebt („Wenn doch nur alle unsere Lehrbücher für Kunstgeschichte so viel Spaß machen würden.“), beschreibt Sarah Kent in The Art Desk den Sammelband als Buch, „auf das wir gewartet haben“ und als „Offenbarung“. Wenn eine derartige Studie zu ihrer Studienzeit erschienen wäre, wäre der Kampf, als Künstlerin voranzukommen, weniger entmutigend gewesen. Ihre Studienkolleginnen und sie hätten Vorbilder und Namen gehabt, mit denen sie der Behauptung hätten entgegentreten können, es habe nie bedeutende Künstlerinnen gegeben. Sie spekuliert, dass die in diesem Buch aufgezeigte „jüngste Explosion weiblicher Talente“ vielleicht eine Generation früher hätte stattfinden können. Das Buch sei symptomatisch für einen gerade stattfindenden Umbruch. Die Vorurteile würden schwinden und die Museen sich bemühen, die aus der Kunstgeschichte ausgelöschten Frauen wieder ins Bewusstsein zu rücken, indem sie ihre lange vergessenen und neu zugeschriebenen Werke ausgraben würden. Als Beispiel führt Kent eine Reihe von Ausstellungen über Künstlerinnen an, die die Uffizien in Florenz 2017 mit einer Ausstellung über Plautilla Nelli starteten. Kent lobt auch, dass die Begleittexte jeweils die wichtigsten Punkte des Lebenswerks der Künstlerin hervorragend zusammenfassen würden.
Bridget Quinn in Hyperallergic charakterisiert den Bildband als „spektakuläres Objekt“, das als visuelle Referenz einfach großartig sei. Aber als Text über Frauen und die Geschichte der Kunst weise er Schwächen auf. Einerseits distanziere sich der Verlag im Vorwort von feministischer Kunstgeschichte mit der Aussage „Dies ist kein Überblick über feministische Kunst oder eine Auswahl von Kunst über ‚weibliche Erfahrung‘ und ‚Frauenthemen‘“. Andererseits verweise der Verlag darauf, dass der Band ein „Zeugnis“ sei der „umfangreichen, sich über mehrere Jahrzehnte erstreckenden Forschung zu Kunstschaffenden, die aus der Geschichte herausgeschrieben wurden.“ Diese Forschung sei ein feministisches Unterfangen gewesen. Außerdem vermisst Quinn eine Darstellung der Auswahlkriterien. Sie lobt jedoch, dass der Bildband die Arbeiten der Künstlerinnen ins Blickfeld des 20. Jahrhunderts rücke und das Buch darin manchmal sogar großartig sei.
Im Herald bezeichneten Teddy Jamieson und Susan Swarbrick Great Women Artists als „Korrektiv zur testosteronlastigen Norm solcher Bücher“. Statt Picasso gäbe es Cornelia Parker und statt Willem de Kooning Elaine de Kooning. Roberta Smith bezeichnete es in der New York Times als „angenehme Überraschung“, wie viele Malerinnen im 17. und 18. Jahrhundert in Europa arbeiteten. Great Women Artists sei ein „großartiges“, äußerst nützliches Buch, auch wenn die Meinungen darüber auseinandergingen, ob jede der enthaltenen zeitgenössischen Künstlerinnen als großartig („great“) zu bezeichnen seien oder ob sie einfach nur gegenwärtig sichtbar und marktfähig seien.

## Gelistete Künstlerinnen
Die Liste enthält die Künstlerinnen aus dem Band Große Kunst von Frauen mit dem dort vorgestellten Werk. Die Angaben zur Sammlung, in der sich das betreffende Werk befindet, stammen aus dem Bildband und sind entsprechend Stand 2019. Das Geburtsland bezieht sich in der Regel auf das Land des Geburtsorts zum Zeitpunkt der Geburt.
Die Liste ist nach Geburts- und Todesjahr, Geburtsland und nach dem Jahr der Erstellung des vorgestellten Werks sortierbar.

| Künstlerin                                    | Geburtsjahr            | Todesjahr | Geburtsland                                      | Vorgestelltes Werk (Jahr) | Bild |
| --------------------------------------------- | ---------------------- | --------- | ------------------------------------------------ | --- | --- |
| Magdalena Abakanowicz                         | 1930                   | 2017      | Polen                                            | Sieben Figuren 2012, Bronze, Privatsammlung | |
| Berenice Abbott                               | 1898                   | 1991      | USA                                              | Manhattan Bridge Looking Up 1936, Silbergelatine-Druck, Metropolitan Museum of Art | Manhattan Bridge Looking Up aus dem Bestand des Metropolitan Museum of Art Link zum Bild (Bitte Urheberrechte beachten)                                                                        |
| Nina Chanel Abney                             | 1982                   |           | USA                                              | Class of 2007 2007, Acryl auf Leinwand, Rubell Museum | |
| Marina Abramović                              | 1946                   |           | Serbien                                          | Rhythm 0 1974, Performance, Studio Morra | |
| Tomma Abts                                    | 1967                   |           | Bundesrepublik Deutschland                       | Fenke 2014, Acryl und Öl auf Leinwand, von Alice und Nahum Lainer als Schenkung an das Los Angeles County Museum of Art versprochen | |
| Carla Accardi                                 | 1924                   | 2014      | Italien                                          | Dreifachzelt 1969–71, Lack auf Sicofoil, Musée National d’Art Moderne | Dreifachzelt aus dem Bestand des Musée National d’Art Moderne Link zum Bild (Bitte Urheberrechte beachten)                                                                                     |
| Etel Adnan                                    | 1925                   | 2021      | Libanon                                          | Das Gewicht der Welt 1–20 2016, Öl auf Leinwand, Serpentine Sackler Gallery | |
| Hilma af Klint                                | 1862                   | 1944      | Schweden                                         | Gruppe X, Nr. 1 Altargemälde 1915, Öl und Blattmetall auf Leinwand, Privatsammlung | |
| Eileen Agar                                   | 1891                   | 1999      | Vereinigtes Königreich Großbritannien und Irland | Figures in a Garden 1979–81, Acryl auf Leinwand, Tate Modern | Figures in a Garden aus dem Bestand der Tate Modern Link zum Bild (Bitte Urheberrechte beachten)                                                                                               |
| Eija-Liisa Ahtila                             | 1959                   |           | Finnland                                         | Das Haus 2002, Installation mit Projektionen auf drei Kanälen | |
| Chantal Akerman                               | 1950                   | 2015      | Belgien                                          | Jeanne Dielman, 23, Quai du Commerce, 1080 Bruxelles 1975, Standfoto / Film | |
| Njideka Akunyili Crosby                       | 1983                   |           | Nigeria                                          | Dwell: Aso Ebi 2017, Acryl, Transfer, Farbstifte, Collage und erinnerungsträchtiger Stoff auf Papier | |
| Anni Albers                                   | 1899                   | 1994      | Deutsches Reich                                  | Wandbehang 1926 (Neuauflage Werkstatt Gunta Stölzl, 1965), merzerisierte Baumwolle und Seide, Metropolitan Museum of Art | Wandbehang aus dem Bestand des Metropolitan Museum of Art Link zum Bild (Bitte Urheberrechte beachten)                                                                                         |
| Ellen Altfest                                 | 1970                   |           | USA                                              | The Back 2008–09, Öl auf Leinwand, Olbricht Collection | |
| Olga de Amaral                                | 1932                   |           | Kolumbien                                        | Alchemy 50 1987, Leinwand, Gesso, Blattgold und Acrylfarbe, Tate Modern | Alchemy 50 aus dem Bestand der Tate Modern Link zum Bild (Bitte Urheberrechte beachten) |
| Ghada Amer                                    | 1963                   |           | Ägypten                                          | Porträt mit einem Ohrring 2016, Acryl, Stickerei und Gel-Medium auf Leinwand | |
| Laurie Anderson                               | 1947                   |           | USA                                              | United States 2: O Superman 1980, Performance | |
| Mamma Andersson                               | 1962                   |           | Schweden                                         | About a Girl 2005, Öl und Acryl auf Holztafel, Diptychon | |
| Sofonisba Anguissola                          | um 1531/32             | 1625      | Italien                                          | Drei Schwestern beim Schachspiel 1555, Öl auf Leinwand, Nationalmuseum in Posen | |
| Eleanor Antin                                 | 1935                   |           | USA                                              | 100 Boots Looking for a Job, San Clemente, California 1972, Vintage-Silbergelatine-Print auf Karton | |
| Janine Antoni                                 | 1964                   |           | Bahamas                                          | Gnaw 1992, dreiteilige Installation, Museum of Contemporary Art, Los Angeles | |
| Ida Applebroog                                | 1929                   | 2023      | USA                                              | Monalisa 2009, gampi-Papier, Mylar, Ultrachrome-Tinte, Pigmente, Öl, Wasserfarbe und Holz, Privatsammlung | |
| Hrafnhildur Arnardóttir (alias „Shoplifter“)  | 1969                   |           | Island                                           | Nervescape V 2016, Modacrylfasern, Nylon-Reisverschlüsse und Heftklammern, Queensland Art Gallery | Nervescape V (mehrere Fotos und Videos) aus dem Bestand der Queensland Art Gallery Link zum Bild (Bitte Urheberrechte beachten)                                                                |
| Eve Arnold                                    | 1912                   | 2012      | USA                                              | Bargirl in einem Bordell im Rotlichtviertel, Habana, Kuba 1954, Silbergelatine-Print | |
| Ruth Asawa                                    | 1926                   | 2013      | USA                                              | Untitled (S. 310, Hanging Five-Lobed Continuous Form Within a Form with Spheres in the 2nd, 3rd and Bottom Lobes) um 1954, Kupfer- und Messingdraht | |
| Dotty Attie                                   | 1938                   |           | USA                                              | Skin Deep 2007, Öl auf Leinwand | |
| Gillian Ayres                                 | 1930                   | 2018      | Vereinigtes Königreich                           | Remembrance of Things Past 2007, Öl auf Leinwand, Privatsammlung | |
| Jo Baer                                       | 1929                   | 2025      | USA                                              | Brilliant Yellow #9 1964/65, Öl auf Leinwand, Art Institute of Chicago | Brilliant Yellow #9 aus dem Bestand des Art Institute of Chicago Link zum Bild (Bitte Urheberrechte beachten)                                                                                  |
| Fiona Banner alias „The Vanity Press“         | 1966                   |           | Vereinigtes Königreich                           | Harrier 2010, British Aerospace Sea Harrier Flugzeug und Farbe, Tate Britain | |
| Phyllida Barlow                               | 1944                   | 2023      | Vereinigtes Königreich                           | Untitled: GIG 2014, Stoff, Papier, Seil, Holz und Farbe, Privatsammlung | |
| Tina Barney                                   | 1945                   |           | USA                                              | Beverly, Jill, and Polly 1982, chromogener Farbabzug, Privatsammlung | |
| Wilhelmina Barns-Graham                       | 1912                   | 2004      | Vereinigtes Königreich Großbritannien und Irland | White, Black and Yellow (Compositions February) 1957, Öl auf Leinwand, Tate Modern | White, Black and Yellow (Compositions February) aus dem Bestand der Tate Modern Link zum Bild (Bitte Urheberrechte beachten)                                                                   |
| Anna Barriball                                | 1972                   |           | Vereinigtes Königreich Großbritannien und Irland | Mirror Window Wall III 2008, Tinte auf Papier | |
| Yael Bartana                                  | 1970                   |           | Israel                                           | ... And Europe will be Stunned 2007–11, Videoprojektionen | |
| Uta Barth                                     | 1958                   |           | Deutschland                                      | Field +3 1995, Farbfotografie auf Paneel | |
| Mária Bartuszová                              | 1936                   | 1996      | Tschechoslowakei                                 | Untitled I and Untitled II 1985–87, Gips, Schnur, Stein und Formung durch Luft, Installation auf Steinplatten, Privatsammlungen | |
| Marie Bashkirtseff                            | 1858/60                | 1884      | Russisches Kaiserreich                           | L’Académie Julian (Im Atelier) 1881, Öl auf Leinwand, Privatsammlung | |
| Mary Beale                                    | um 1633                | 1699      | Königreich England                               | Selbstbildnis mit Ehemann Charles und Sohn Bartholomew um 1660, Öl auf Leinwand, Geffrye Museum of the Home | |
| Vanessa Beecroft                              | 1969                   |           | Italien                                          | VB55 Performance 2005, digitaler C-Print, auf Diase aufgezogen, Neue Nationalgalerie | VB55 Performance aus dem Bestand der Freunde der Nationalgalerie Link zum Bild (Bitte Urheberrechte beachten)                                                                                  |
| Vanessa Bell                                  | 1879                   | 1961      | Vereinigtes Königreich Großbritannien und Irland | Virginia Woolf um 1912, Öl auf Holz, Monk’s House | |
| Rebecca Belmore                               | 1960                   |           | Anishinabe (Kanada)                              | Mixed Blessing 2011, Mixed Media, Kunstmuseum der University of Toronto | Mixed Blessing aus dem Bestand der Musée des beaux-arts de Montréal Link zum Bild (Bitte Urheberrechte beachten)                                                                               |
| Lynda Benglis                                 | 1941                   |           | USA                                              | Contraband 1969, Dayglo-Pigmente und gegossenes Latex, Whitney Museum of American Art | Contraband aus dem Bestand der Whitney Museum of American Art Link zum Bild (Bitte Urheberrechte beachten)                                                                                     |
| Marie-Guillemine Benoist                      | 1768                   | 1826      | Frankreich                                       | Porträt einer schwarzen Frau 1800, Öl auf Leinwand, Louvre | |
| Renate Bertlmann                              | 1943                   |           | Österreich                                       | Messer-Schnuller-Hände – Ambivalenzen 1981, Silbergelatine-Print auf Baryta-Papier | |
| Huma Bhabha                                   | 1962                   |           | Pakistan                                         | We Come in Peace und Benaam 2017, bemalte und patinierte Bronze, Metropolitan Museum of Art | |
| Zarina Bhimji                                 | 1963                   |           | Uganda                                           | Out of Blue 2002, Screenshot von Super-16-mm-Farbfilm, übertragen auf DVD | |
| Dara Birnbaum                                 | 1946                   | 2025      | USA                                              | Technology/Transformation: Wonder Woman 1978/79, 1-Kanal-Video, Farbe, Stereo | |
| Maria Blanchard                               | 1881                   | 1932      | Spanien                                          | Sei brav, auch genannt Johanna von Orléans 1917, Öl auf Leinwand, Musée National d’Art Moderne, Paris | |
| Rosa Bonheur                                  | 1822                   | 1899      | Frankreich                                       | Ackerbau in der Nièvre 1849, Öl auf Leinwand, Musée d’Orsay, Paris | |
| Monica Bonvicini                              | 1965                   |           | Italien                                          | Never Again 2005, galvanisierte Stahlrohre, schwarzes Leder, schwarze Herrenledergürtel, galvanisierte Ketten und Schellen, Städtische Galerie im Lenbachhaus | Never Again aus dem Bestand der Städtische Galerie im Lenbachhaus Link zum Bild (Bitte Urheberrechte beachten)                                                                                 |
| Dineo Seshee Bopape                           | 1981                   |           | Südafrika                                        | Untitled (Of Occult Instability) (Feelings) 2016–18, Mixed-Media-Installation Video- und Tonwiedergabe von Nina Simones Performance «Feelings» von 1976, Flachbildschirme, Plastikeimer, Wasserpumpen, Piezomikrofone und Ziegelsteine, Palais de Tokyo, Paris | Untitled (Of Occult Instability) (Feelings) aus dem Bestand des Palais de Tokyo Link zum Bild (Bitte Urheberrechte beachten)                                                                   |
| Pauline Boty                                  | 1938                   | 1966      | Vereinigtes Königreich                           | Colour Her Gone 1962, Öl auf Leinwand, Wolverhampton Art Gallery, West Midlands | |
| Pauline Boudry / Renate Lorenz (Künstler-Duo) | 1972 / 1963            |           | Frankreich / Deutschland                         | Opaque 2014, Super-16-mm-Film, übertragen auf HD, Privatsammlung | |
| Louise Bourgeois                              | 1911                   | 2010      | Frankreich                                       | Maman 1999, Stahl und Marmor, Guggenheim-Museum Bilbao | |
| Margaret Bourke-White                         | 1904                   | 1971      | USA                                              | Remembrance of Things Past 1945, Schwarz-Weiß-Fotografie | |
| Carol Bove                                    | 1971                   |           | USA                                              | La Pléiade 2017, Stahl, Fundstücke aus Stahl und Polyurethanfarbe | |
| Sonia Boyce                                   | 1962                   |           | Vereinigtes Königreich                           | She Ain’t Holding Them Up, She’s Holding On (Some Englisch Rose) 1986, Öl und Pastell auf Papier, Middlesbrough Institute of Modern Art | |
| Geta Brătescu                                 | 1926                   | 2018      | Rumänien                                         | Selbstporträt – Frau Oliver in ihrem Reisekostüm 1980, Silbergelatine-Print | |
| Candice Breitz                                | 1972                   |           | Südafrika                                        | Standbilder aus LOVE STORY 2016, 7-Kanal-Installation | |
| Romaine Brooks                                | 1874                   | 1970      | USA                                              | Selbstporträt 1923, Öl auf Leinwand, Smithsonian American Art Museum | Self-Portrait aus dem Bestand des Smithsonian American Art Museum Link zum Bild (Bitte Urheberrechte beachten)                                                                                 |
| Cecily Brown                                  | 1969                   |           | Vereinigtes Königreich                           | Teenage Wildlife 2007, Acryl un Öl auf Leinen | |
| Tania Bruguera                                | 1968                   |           | Kuba                                             | Die Bürde der Schuld 1997–99, Performance mit enthauptetem Lamm, Seil, Wasser, Salz und kubanischem Boden | |
| Heidi Bucher                                  | 1926                   | 1993      | Schweiz                                          | Kleines Glasportal, Bellevue Kreuzlingen 1988, Latex und Gaze | |
| Claude Cahun                                  | 1894                   | 1954      | Frankreich                                       | Selbstporträt 1928, Schwarz-Weiß-Fotografie, Jersey Heritage Trust | |
| Sophie Calle                                  | 1953                   |           | Frankreich                                       | Chambre 26 (28. Février) aus der Serie L’Hôtel 1981–83, Farb- und Schwarz-Weiß-Fotografien, gerahmt | |
| Juno Calypso                                  | 1989                   |           | Vereinigtes Königreich                           | 12 Gründe, warum Du immer müde bist 2013, alterungsbeständiger Pigmentdruck | |
| Julia Margaret Cameron                        | 1815                   | 1879      | Vereinigtes Königreich Großbritannien und Irland | Iago – Studie eines Italieners 1867, einziger Druck, Albuminpapier, National Science and Media Museum | Iago – Studie eines Italieners aus dem Bestand des National Science and Media Museums Link zum Bild (Bitte Urheberrechte beachten)                                                             |
| Cao Fei                                       | 1978                   |           | Volksrepublik China                              | Whose Utopia? 2006, 1-Kanal Video, Farbe, Ton, 20 Min. 20 Sek. | |
| Janet Cardiff                                 | 1959                   |           | Kanada                                           | The Forty Part Motet (Eine Überarbeitung von „Spem in Alium“ von Thomas Tallis 1556/1573) 2001, 40 auf Ständer montierte Lautsprecher, angeordnet im Oval, Verstärker und Wiedergabecomputer, 14 Min. geloopt, The New Art Gallery Walsall und das NOW Festival von Nottingham | |
| Joan Carlile                                  | 1606                   | 1679      | Königreich England                               | Elizabeth Murray, Countess of Dysart, mit ihrem ersten Ehemann, Sir Lionel Tollemache, und ihrer Schwester, Margaret Murray, Lady Maynard um 1648, Öl auf Leinwand, Ham House | |
| Emily Carr                                    | 1871                   | 1945      | Kanada                                           | Big Raven (Grosser Rabe) 1931, Öl auf Leinwand, Vancouver Art Gallery, Emily Carr Trust | Big Raven aus dem Bestand der Vancouver Art Gallery Link zum Bild (Bitte Urheberrechte beachten)                                                                                               |
| Rosalba Carriera                              | 1675                   | 1757      | Italien                                          | Selbstporträt mit Bild der Schwester 1715, Pastellkreide auf Papier, Galleria degli Uffizi | |
| Leonora Carrington                            | 1917                   | 2011      | Vereinigtes Königreich Großbritannien und Irland | Temple of the World (Tempel der Welt) 1954, Öl und Blattgold auf Leinwand | |
| Mary Cassatt                                  | 1844                   | 1926      | Frankreich                                       | Kleines Mädchen in einem blauen Sessel 1878, Öl auf Leinwand, National Gallery of Art | |
| Jordan Casteel                                | 1989                   |           | USA                                              | Q 2017, Öl auf Leinwand, Familiensammlung von Ann und Mel Schaffer | |
| Elizabeth Catlett                             | 1915                   | 2012      | USA                                              | Woman Fixing Her Hair (Frau richtet ihr Haar) 1993, Mahagoni und Opale, Metropolitan Museum of Art | Woman Fixing Her Hair aus dem Bestand des Metropolitan Museum of Art Link zum Bild (Bitte Urheberrechte beachten)                                                                              |
| Vija Celmins                                  | 1938                   |           | USA                                              | Untitled (Ocean) 1970, Grafit auf Acrylground auf Papier, Museum of Modern Art | Untiteld (Ocean) im Bestand des Museum of Modern Art Link zum Bild (Bitte Urheberrechte beachten)                                                                                              |
| Helen Chadwick                                | 1953                   | 1996      | Vereinigtes Königreich                           | Kleines Glasportal, Bellevue Kreuzlingen 1982/83, Silbergelatine-Print auf Papier, aus einem Set von 10 handgefärbten Schwarz-Weiß-Fotografien, aufgezogen auf Karton | |
| Sarah Charlesworth                            | 1947                   | 2013      | USA                                              | Buddha des unermesslichen Lichts 1987, Cibachrom-Drucke mit lackiertem Holzrahmen, Diptychon, Museum of Modern Art | Buddha des unermesslichen Lichts aus dem Bestand des Museums of Modern Art Link zum Bild (Bitte Urheberrechte beachten)                                                                        |
| Constance Marie Charpentier                   | 1767                   | 1849      | Frankreich                                       | Melancholie 1801, Öl auf Leinwand, Musée de Picardie | |
| Judy Chicago                                  | 1939                   |           | USA                                              | The Dinner Party 1974–79, Keramik, Porzellan und Stoff, Brooklyn Museum | |
| Saloua Raouda Choucair                        | 1916                   | 2017      | Libanon                                          | Komposition in Gelb 1962–65, Öl auf Holz, Barjeel Art Foundation | Composition in Yellow aus dem Bestand der Barjeel Art Foundation Link zum Bild (Bitte Urheberrechte beachten)                                                                                  |
| Chryssa                                       | 1933                   | 2013      | Griechenland                                     | The Gates to Times Square 1966, verschweißter Edelstahl, Neon und Plexiglas, Buffalo AKG Art Museum | The Gates to Times Square aus dem Bestand der Buffalo AKG Art Museums Link zum Bild (Bitte Urheberrechte beachten)                                                                             |
| Lygia Clark                                   | 1920                   | 1988      | Brasilien                                        | Máscara abismo (Abgrundmaske) 1968, Fotografie | |
| Camille Claudel                               | 1864                   | 1943      | Frankreich                                       | La Valse (Der Walzer) um 1893, Bronze, Musée Rodin | Foto der Bronzeskulptur „Der Walzer“ |
| Dana Claxton                                  | 1959                   |           | Hunkpapa                                         | Cultural Belongings (Kultureller Besitz) 2016, LED-Firebox mit Lightjet-Laserbelichtung auf Duratrans, Sammlung von Amir und Rosalind Adnani | Cultural Belongings auf Homepage von Dana Claxton (4. Foto auf der Seite) Link zum Bild (Bitte Urheberrechte beachten)                                                                         |
| Prunella Clough                               | 1919                   | 1999      | Vereinigtes Königreich Großbritannien und Irland | Midland Landscape II Undatiert (vor 1965), Öl auf Holz, Sunderland Museum & Winter Gardens | |
| Hannah Cohoon                                 | 1788                   | 1864      | USA                                              | Der Baum des Lebens 1854, Aquarellfarben und Tusche auf Papier, Hancock Shaker Village | |
| Ithell Colquhoun                              | 1906                   | 1988      | Vereinigtes Königreich Großbritannien und Irland | Dance of the Nine Opals (Tanz der neun Opale) 1942, Öl auf Leinwand, Sherwin Collection, Leeds | |
| Grace Cossington Smith                        | 1892                   | 1984      | Australien                                       | The Curve of the Bridge (Der Bogen der Brücke) 1928/29, Öl auf Karton, Art Gallery of New South Wales | The Curve of the Bridge im Bestand der Art Gallery of New South Wales Link zum Bild (Bitte Urheberrechte beachten)                                                                             |
| Renee Cox                                     | 1960                   |           | Jamaika                                          | Yo Mamadonna and Child 1994, alterungsbeständiger digitaler Inkjet-Druck auf Hadernpapier | |
| Petah Coyne                                   | 1953                   |           | USA                                              | Werke ohne Titel 1992–94, Mixed Media, Dimensionen variabel, Installationsansicht „Petah Coyne: Recent Sculpture“, Jack Shainman Gallery | |
| Cui Jie                                       | 1983                   |           | Volksrepublik China                              | Corner Building (Eckgebäude) 2017, Öl auf Leinwand, East West Bank Collection | |
| Imogen Cunningham                             | 1883                   | 1976      | USA                                              | Martha Graham 1931, Silbergelatine-Print | |
| Hanne Darboven                                | 1941                   | 2009      | Deutsches Reich                                  | 7 Tafeln, II (Tafel 1) 1972/73, Bleistift auf Papier, Pinakothek der Moderne, Bayerische Staatsgemäldesammlungen | |
| Berlinde De Bruyckere                         | 1964                   |           | Belgien                                          | Marthe 2008, Wachs, Holz, Glas, Epoxidharz und Eisen, Fondazione Sandretto Re Rebaudengo, Turin | |
| Elaine de Kooning                             | 1918                   | 1989      | USA                                              | Untitled, Number 15 1948, Emille auf Packpapier, auf Leinwand aufgezogen, Metropolitan Museum of Art | Untitled, Number 15 aus dem Bestand des Metropolitan Museum of Art Link zum Bild (Bitte Urheberrechte beachten)                                                                                |
| Tacita Dean                                   | 1965                   |           | Vereinigtes Königreich                           | Fernsehturm 2001, Standbilder von anamorphen 16-mm-Farbfilm mit optischem Ton | |
| Jay DeFeo                                     | 1929                   | 1989      | USA                                              | The Rose 1958–66, Öl mit Holz und Glimmer auf Leinwand, Whitney Museum of American Art | The Rose aus dem Bestand des Whitney Museum of American Art Link zum Bild (Bitte Urheberrechte beachten)                                                                                       |
| Mary Delany                                   | 1700                   | 1788      | Königreich England                               | Physalis (Lampionblume) aus „Flora Delanica“ 1772–1782, Collage aus farbigem Papieren mit Deck- und Aquarellfarbe und mit Mustern von Pflanzenfasern auf schwarzem Tintengrund, British Museum | Physalis (Lampionblume) aus „Flora Delanica“ aus dem Bestand des British Museum Link zum Bild (Bitte Urheberrechte beachten)                                                                   |
| Sonia Delaunay                                | 1885                   | 1979      | Russisches Kaiserreich                           | Gnaw 1915/16, Öl, Wachs und Lein auf Leinwand, Museu Calouste Gulbenkian | |
| Agnes Denes                                   | 1931                   |           | USA                                              | Wheatfield - A Confrontation (Weizenfeld - Eine Konfrontation) 1982, von der Künstlerin gepflanzter und geernteter Weizen, Battery Park Schuttdeponie, New York | Wheatfield - A Confrontation auf Homepage von Agnes Denes Link zum Bild (Bitte Urheberrechte beachten)                                                                                         |
| Rineke Dijkstra                               | 1959                   |           | Niederlande                                      | De Panne, Belgium, August 7, 1992 1992, chromogener Farbabzug auf Papier | De Panne, Belgium, August 7, 1992 aus Bestand der Tate Gallery Link zum Bild (Bitte Urheberrechte beachten)                                                                                    |
| A. K. Dolven                                  | 1951                   |           | Norwegen                                         | 2 Am South 2003, Cibachrom-Druck, Malmö Art Museum | |
| Tara Donovan                                  | 1969                   |           | USA                                              | Untitled (Plastic Cups) 2006/2015, Kunststoff, Dimensionen variabel, Jupiter Artland, Edinburgh | |
| Rosalyn Drexler                               | 1926                   |           | USA                                              | Me and My Shadow 1966, Acryl und Papiercollage auf Holz | Me and My Shadow auf Homepage der Art Basel Link zum Bild (Bitte Urheberrechte beachten) |
| Elsie Driggs                                  | 1898                   | 1992      | USA                                              | Queensborough Bridge 1927, Öl auf Leinwand, Montclair Art Museum | |
| Rose-Adélaïde Ducreux                         | 1761                   | 1802      | Frankreich                                       | Selbstporträt mit Harfe 1791, Öl auf Leinwand, Metropolitan Museum of Art | |
| Marlene Dumas                                 | 1953                   |           | Südafrika                                        | Genetic Longing 1984, Öl auf Leinwand, Van Abbemuseum | |
| Celeste Dupuy-Spencer                         | 1979                   |           | USA                                              | Early Snow - Rhinecliff Hotel 2017, Öl auf Leinwand | |
| Mabel Dwight                                  | 1875                   | 1955      | USA                                              | Children’s Clinic (Kinderklinik) 1936, Lithografie, San Diego Museum of Art | |
| Mary Beth Edelson                             | 1933                   | 2021      | USA                                              | Some Living American Women Artists 1972, Collage mit Silbergelatine-Prints, Kreide und Transferschrift auf bedrucktem Papier und Maschinenschrift auf geklebten Papierstücken, Museum of Modern Art | Some Living American Women Artists aus dem Bestand des Museum of Modern Art Link zum Bild (Bitte Urheberrechte beachten)                                                                       |
| Nicole Eisenman                               | 1965                   |           | Frankreich                                       | The Triumph of Poverty (Der Triumph der Armut) 2009, Öl auf Leinwand | |
| Tracey Emin                                   | 1963                   |           | Vereinigtes Königreich                           | Everyone I have Ever Slept With 1963–1995 1995 (2004 durch einen Brand zerstört), besticktes Zelt, Matratze und Beleuchtung | |
| Alexandra Exter                               | 1882                   | 1949      | Russisches Kaiserreich                           | Construction 1922/23, Öl auf Leinwand, The Riklis Collection of McCrory Corporation, Museum of Modern Art | |
| Monir Shahroudy Farmanfarmaia                 | 1922                   | 2022      | Iran                                             | Decagon (Third Family) 2011, Spiegel und Hinterglasmalerei auf Gips, Holz | |
| Lara Favaretto                                | 1973                   |           | Italien                                          | Gummo V 2012, Autowaschbürsten, Eisenstäbe, Motoren, Schaltkasten und Kabel, Fondazione Sandretto Re Rebaudengo, Turin | |
| Genieve Figgis                                | 1972                   |           | Irland                                           | The Swing After Fragonard 2014, Acryl auf Leinwand | |
| Rose Finn-Kelcey                              | 1945                   |           | Vereinigtes Königreich                           | The Restless Image: A Discrepancy between the Felt Position and the Seen Position (Das ruhelose Bild: Diskrepanz zwischen der gefühlten und der gesehenen Position) 1975, schwarz-weißer-Silbergelatine-Print | The Restless Image aus dem Bestand von Tate Britain Link zum Bild (Bitte Urheberrechte beachten)                                                                                               |
| Sylvie Fleury                                 | 1961                   |           | Schweiz                                          | Ela 75/K (Go Pout) 2000, vergoldeter Einkaufswagen, Plexiglasgriffe, Vinyltext und drehbarer Podcast | |
| Ceal Floyer                                   | 1968                   |           | Pakistan                                         | Solo 2006, König & Meyer „Proline“-Mikrofonständer | |
| Lavinia Fontana                               | 1552                   | 1614      | Italien                                          | Minerva in Atto di Abbigliarsi (Minerva kleidet sich an) 1613, Öl auf Leinwand, Galleria Borghese | |
| Martine Franck                                | 1938                   | 2012      | Belgien                                          | Bibliothèque de Clamart, Hauts-de-Seine 1965, Silbergelatine-Print | |
| Helen Frankenthaler                           | 1928                   | 2011      | USA                                              | Mountains and Sea 1952, Öl auf Kohle auf ungeschnittener, ungrundierter Leinwand, Helen Frankenthaler Foundation als Dauerleihgabe für die National Gallery of Art | |
| Andrea Fraser                                 | 1965                   |           | USA                                              | Museum Highlights: A Gallery Talk 1989, 30-minütiger Live-Performance, 1-Kanal-Video und Text | |
| Elisabeth Frink                               | 1930                   | 1993      | Vereinigtes Königreich                           | Goggle Head 1969, Bronze, Tate Gallery | Goggle Head aus dem Bestand von Tate Gallery Link zum Bild (Bitte Urheberrechte beachten) |
| Katharina Fritsch                             | 1956                   |           | Bundesrepublik Deutschland                       | Tischgesellschaft 1988, Polyester, Holz, Baumwolle und Farbe, Museum für Moderne Kunst | Tischgesellschaft aus dem Bestand des Museums für Moderne Kunst Link zum Bild (Bitte Urheberrechte beachten)                                                                                   |
| Anya Gallaccio                                | 1963                   |           | Vereinigtes Königreich                           | Because Nothing Has Changed 2001, Bronzeguss, 250 echte Äpfel und Garn | |
| Ellen Gallagher                               | 1965                   |           | USA                                              | Wiglette from Deluxe 2004/05, aus einer Mappe mit 60 Radierungen mit Fotogravur, Collage, Laserschnitt, Laserpeeling, Siebdruck, Offset-Lithografie, Handmalerei und skulpturale Ergänzungen aus Plastilin, jeweils gerahmt | |
| Yishay Garbasz                                | 1970                   |           | Israel                                           | Footsteps (48) aus In My Mother’s Footsteps 2004–2009, chromogene Fotografie Begleittext: „Viele Frauen litten zumnehmend unter Krampfanfällen. Diese wurden verursacht durch die ganzen Chemikalien, die in den Fabriken rings um uns eingesetzt wurden.“ | Footsteps (48) auf Homepage der Künstlerin Yishay Garbasz (bis zum 8. Foto klicken) Link zum Bild (Bitte Urheberrechte beachten)                                                               |
| Gego                                          | 1912                   | 1994      | Deutsches Reich                                  | Sieben Ikosidodekader 1977, rostfreier Stahldraht, Henry Moore Institute, Leeds | |
| Artemisia Gentileschi                         | 1593                   | nach 1654 | Italien                                          | Judith und Holofernes 1611/12, Öl auf Leinwand, Museo Nazionale di Capodimonte | |
| Isa Genzken                                   | 1948                   |           | Bundesrepublik Deutschland                       | Rose 1993–97, Edelstahl, Aluminium und Lack, Sammlung Leipziger Messe | |
| Marguerite Gerard                             | 1761                   | 1837      | Frankreich                                       | Dors, Mon Enfant (Schlaf, Mein Kind) um 1788, Öl auf Leinwand, Staatliche Kunsthalle Karlsruhe | |
| Vanessa L. German                             | 1976                   |           | USA                                              | Delia on the Plane, or Cabbage Slicer 2012, Mixed-Media-Assemblage, Spelman College Museum of Fine Art | |
| Gluck                                         | 1895                   | 1978      | Vereinigtes Königreich Großbritannien und Irland | Medallion (Youwe) 1936, Öl auf Leinwand | |
| Nan Goldin                                    | 1953                   |           | USA                                              | Jimmy Paulette und Tabbooi Undressing, NYC 1991 | |
| Natalija Gontscharowa                         | 1881                   | 1962      | Russisches Kaiserreich                           | Radfahrer 1913, Öl auf Leinwand, Russisches Museum | |
| Eva Gonzalès                                  | 1849                   | 1883      | Frankreich                                       | Loge im Théâtre des Italiens 1874, Öl auf Leinwand, Musée d’Orsay | |
| Dominique Gonzalez-Foerster                   | 1965                   |           | Frankreich                                       | Splendide Hotel 2014, Teppich, Stühle, Bücher und Neonlichter, Museo Nacional Centro de Arte Reina Sofia | Splendide Hotel auf Homepage der Künstlerin Dominique Gonzalez-Foerster (2. Foto) Link zum Bild (Bitte Urheberrechte beachten)                                                                 |
| Catherine Goodman                             | 1961                   |           | Vereinigtes Königreich                           | Sister 2018, Öl auf Leinwand, Hauser & Wirth Collection | |
| Dora Gordine                                  | um 1895                | 1991      | Russisches Kaiserreich                           | Splendide Hotel 1927/28, Bronze, Dorich House Museum | Javanese Dancer aus des Bestand des Dorich House Museums Link zum Bild (Bitte Urheberrechte beachten)                                                                                          |
| Sheela Gowda                                  | 1957                   |           | Indien                                           | What Yet Remains 2017, recyclte Metallfässer, Ikon Gallery | |
| Lauren Greenfield                             | 1966                   |           | Vereinigtes Königreich                           | Cara, 31, aus Batavia, Illinois, nahm während ihres ersten Jahres an der Highschool 60 Pfund ab. Nach 18 Jahren gestörten Essverhaltens leidet Cara unter schweren Darmproblemen und hatte auf ihrem Weg zurück zu normaler Ernährung eine schwere Zeit. Aus dem Projekt Thin 2006 | |
| Katharina Grosse                              | 1961                   |           | Bundesrepublik Deutschland                       | Untitled Trumpet 2015, Acryl auf Wand, Boden und verschiedenen Objekten, 56. Biennale von Venedig | Untitled Trumpet auf Homepage der Künstlerin Katharina Grosse Link zum Bild (Bitte Urheberrechte beachten)                                                                                     |
| Guerrilla Girls                               | aktiv seit 1985        |           | USA                                              | When Racism & Sexism Are No Longer Fashionable, What Will Your Art Collection Be Worth? (Wenn Rassismus und Sexismus nicht mehr gefragt sind, was wird Eure Kunstsammlung dann noch Wert sein?) 1989, Offsetdruck auf Papier | When Racism & Sexism Are No Longer Fashionable im Bestand der National Gallery of Art Link zum Bild (Bitte Urheberrechte beachten)                                                             |
| Shilpa Gupta                                  | 1976                   |           | Indien                                           | Someone Else – Eine Bibliothek aus 100 Büchern, die anonym oder unter einem Pseudonym geschrieben wurden 2011–13, gravierter Edelstahl, Kira Nadar Museum of Art | Someone Else – Eine Bibliothek aus 100 Büchern, die anonym oder unter einem Pseudonym geschrieben wurden auf Homepage der Künstlerin Shilpa Gupta Link zum Bild (Bitte Urheberrechte beachten) |
| Ike Gyokuran                                  | 1727                   | 1784      | Japan                                            | Autumnal Landscape (Herbstlandschaft) 18. Jahrhundert, als hängende Schriftrolle gestalteter Fächer, Tinte und Farbe auf Papier, Metropolitan Museum of Art | |
| Elisabeth Haarr                               | 1945                   |           | Norwegen                                         | Frustrasjonsteppe (Frustrationsteppich) 1982, Bänder, Windeln, Einkaufstüten, Nylon und Polyester, Nordenfjeldske Kunstindustrimuseum | Frustrasjonsteppe auf Homepage des Nordenfjeldske Kunstindustrimuseums Link zum Bild (Bitte Urheberrechte beachten)                                                                            |
| Maggi Hambling                                | 1945                   |           | Vereinigtes Königreich                           | Selbstporträt 2017, Öl auf Leinwand | |
| Ann Hamilton                                  | 1956                   |           | USA                                              | The Event of a Thread 2012, Seidenstoff, Schaukeln, menschliche Stimmen, Tauben und Aufnahmen, Park Avenue Armory | The Event of a Thread auf Homepage der Künstlerin Ann Hamilton Link zum Bild (Bitte Urheberrechte beachten)                                                                                    |
| Margaret Harrison                             | 1940                   |           | Vereinigtes Königreich                           | Captain America 1971/1997, Aquarellfarbe und Grafit auf Papier | Captain America II auf Homepage der Nicolas Krupp Gallery Link zum Bild (Bitte Urheberrechte beachten)                                                                                         |
| Rachel Harrison                               | 1966                   |           | USA                                              | Alexander the Great 2007, Holz, Hasendraht, Styropor, Zement, Acryl, Schaufensterpuppe, Jeff-Gordon-Mülleimer, Abraham-Lincoln-Maske, Sonnenbrille, Stoff, Halskette und 2 undefinierte Gegenstände, Museum of Modern Art | Alexander the Great auf Homepage des Museums of Modern Art Link zum Bild (Bitte Urheberrechte beachten)                                                                                        |
| Grace Hartigan                                | 1922                   | 2008      | USA                                              | Billboard 1957, Öl auf Leinwand, Minneapolis Institute of Art | Billboard auf Homepage des Minneapolis Institute of Art Link zum Bild (Bitte Urheberrechte beachten)                                                                                           |
| Mona Hatoum                                   | 1952                   |           | Libanon                                          | Hotspot III 2009, Edelstahl und Neonröhre, Sammlung Goetz | |
| Sharon Hayes                                  | 1970                   |           | USA                                              | In the Near Future 2009, Installation mit 35-mm-Dias, Mehrfachprojektion, 13 Aktionen, 13 Projektionen, 1053 Dias | In the Near Future auf Homepage der Künstlerin Sharon Hayes Link zum Bild (Bitte Urheberrechte beachten)                                                                                       |
| Jacoba van Heemskerck                         | 1876                   | 1923      | Niederlande                                      | Composition No. 23 1915, Öl auf Leinwand, Kunstmuseum Den Haag | |
| Susan Hefuna                                  | 1962                   |           | Bundesrepublik Deutschland                       | Afaz Drawings 2014, Palmholz, Sharjah Art Foundation | |
| Mary Heilmann                                 | 1940                   |           | USA                                              | Primalon Balloon 2002, Öl auf Leinwand | |
| Annemarie Heinrich                            | 1912                   | 2005      | Argentinien                                      | Caprichos, Anita Grim 1936, Silbergelatine-Print auf Papier | Caprichos, Anita Grim auf Homepage der Nailya Alexander Gallery Link zum Bild (Bitte Urheberrechte beachten)                                                                                   |
| Catharina van Hemessen                        | 1527/28                | 1565      | Flandern                                         | Selbstporträt an der Staffelei 1548, Öl auf Eichentafel, Kunstmuseum Basel | |
| Camille Henrot                                | 1978                   |           | Frankreich                                       | Grosse Fatique 2013, Video, Farbe, Ton | Grosse Fatigue auf Homepage des Museum of Modern Art Link zum Bild (Bitte Urheberrechte beachten)                                                                                              |
| Barbara Hepworth                              | 1903                   | 1975      | Vereinigtes Königreich Großbritannien und Irland | The Family of Man (Ancestor I, Ancestor II, Parent I) 1970, Bronze, Snape Maltings, Suffolk, Sammlung des Fitzwilliam Museum | |
| Carmen Herrera                                | 1915                   | 2022      | Kuba                                             | Red & Blue 1993, Acryl auf Leinwand | Red & Blue auf Homepage Arthur, a Digital Museum Link zum Bild (Bitte Urheberrechte beachten)                                                                                                  |
| Eva Hesse                                     | 1936                   | 1970      | USA                                              | Accession II 1969, galvanisierter Stahl und Vinyl, Detroit Institute of Arts | Accession II auf Homepage des Detroits Institute of Arts Link zum Bild (Bitte Urheberrechte beachten)                                                                                          |
| Sheila Hicks                                  | 1934                   |           | USA                                              | Atterissage (Landung) 2014, pigmentierte Acrylfaser und Nylon-Fischnetz | |
| Susan Hiller                                  | 1940                   | 2019      | USA                                              | Witness 2000, Audio-Skulptur: 350 Lautsprecher, 10 CD-Player, Verstärker, Verkabelung, Leuchten usw., The Chapel on Golborne Road, London | Witness auf Homepage der Künstlerin Susan Hiller Link zum Bild (Bitte Urheberrechte beachten)                                                                                                  |
| Lubaina Himid                                 | 1954                   |           | Sultanat Sansibar                                | Naming the Money 2004, Acryl auf Holz, Spike Island, Bristol | |
| Hannah Höch                                   | 1889                   | 1978      | Deutsches Reich                                  | Die Journalisten 1925, Öl auf Leinwand, Berlinische Galerie | Die Journalisten im Bestand der Berlinischen Galerie Link zum Bild (Bitte Urheberrechte beachten)                                                                                              |
| Candida Höfer                                 | 1944                   |           | Deutsches Reich                                  | Eremitage St. Petersburg VIII 2014 2014, C-print | Eremitage St. Petersburg VIII 2014 auf Homepage von Ben Brown Fine Arts Link zum Bild (Bitte Urheberrechte beachten)                                                                           |
| Nancy Holt                                    | 1938                   | 2014      | USA                                              | Sun Tunnels 1973–76, Beton, Stahl und Erde, Collection Dia Foundation mit Unterstützung durch Holt/Smithson Foundation | Sun Tunnels auf Homepage von Holt/Smithson Foundation Link zum Bild (Bitte Urheberrechte beachten)                                                                                             |
| Rebecca Horn                                  | 1944                   | 2024      | Deutsches Reich                                  | Concert for Anarchy 1990, Flügel, Hydraulikzylinder und Kompressor, Tate Gallery | Concert for Anarchy im Bestand der Tate Gallery Link zum Bild (Bitte Urheberrechte beachten)                                                                                                   |
| Roni Horn                                     | 1955                   |           | USA                                              | Water Double, V. 3 2013–2015, massiv gegossenes Glas im Gusszustand | |
| Shara Hughes                                  | 1981                   |           | USA                                              | In the Clear 2016, Öl, Acryl und Farbe auf Leinwand, Whitney Museum of American Art | In the Clear im Bestand des Whitney Museums of American Art Link zum Bild (Bitte Urheberrechte beachten)                                                                                       |
| Juliana Huxtable                              | 1987                   |           | USA                                              | Untitled (Psychological Stuntin') aus der Serie Universal Crops Tops 2015, farbiger Tintenstrahldruck, The Studio Museum in Harlem | Untitled (Psychosocial Stuntin') im Bestand des Studio Museums in Harlem Link zum Bild (Bitte Urheberrechte beachten)                                                                          |
| Cristina Iglesias                             | 1956                   |           | Spanien                                          | Tres Aguas (Torre Del Agua) (Dreimal Wasser (Wasserturm)) 2014, Edelstahl, Hydraulik und Wasser | Tres Aguas auf Homepage der Künstlerin Cristina Iglesias Link zum Bild (Bitte Urheberrechte beachten)                                                                                          |
| Graciela Iturbide                             | 1942                   |           | Mexiko                                           | Los Pollos, Juchitán, Mexico (Hühner, Juchitán, Mexiko) 1979, Silbergelatine-Print | |
| María Izquierdo                               | 1902                   | 1955      | Mexiko                                           | Retrato del Turista (Henri de Châtillon) (Porträt des Touristen, Henri de Châtillon) 1940, Öl auf Leinwand | |
| Emily Jacir                                   | 1972                   |           | Palästina / USA                                  | Where We Come From (Woher wir kommen) 2001–2003, Detail (Jihad), Amerikanischer Reisepass | |
| Chantal Joffe                                 | 1969                   |           | USA                                              | Self-Portrait With Esme (Selbstporträt mit Esme) 2009, Öl auf Leinen, Institute of Contemporary Art | Self-Portrait with Esme auf Homepage des Institute of Contemporary Art Link zum Bild (Bitte Urheberrechte beachten)                                                                            |
| Gwen John                                     | 1876                   | 1939      | Vereinigtes Königreich Großbritannien und Irland | Girl With Bare Shoulders (Mädchen mit nackten Schultern) 1909/10, Öl auf Leinwand, Museum of Modern Art | |
| Joan Jonas                                    | 1936                   |           | USA                                              | Mirror Piece I 1969, C-Print | Mirror Piece I & II: Reconfigured (1969/2018–2019) auf Homepage des Mount Holyoke College Art Museum Link zum Bild (Bitte Urheberrechte beachten)                                              |
| Lois Mailou Jones                             | 1905                   | 1998      | USA                                              | Jennie 1943, Öl auf Leinwand, Howard University Gallery of Art | |
| Louise Jopling                                | 1843                   | 1933      | Vereinigtes Königreich Großbritannien und Irland | Phyllis 1883, Öl auf Leinwand, Russell-Cotes Art Gallery and Museum | |
| Birgit Jürgenssen                             | 1949                   | 2003      | Österreich                                       | Hausfrauen-Küchenschürze 1975, Schwarz-Weiß-Fotografien, Diptychon | Mirror Piece I & II: Reconfigured (1969/2018–2019) auf Homepage der Künstlerin Birgit Jürgenssen Link zum Bild (Bitte Urheberrechte beachten)                                                  |
| Frida Kahlo                                   | 1907                   | 1954      | Mexiko                                           | Las dos Fridas (Die zwei Fridas) 1939, Öl auf Leinwand, Museo de Arte Moderno | Las dos Fridas im Bestand des Museo de Arte Moderno Link zum Bild (Bitte Urheberrechte beachten)                                                                                               |
| Hayv Kahraman                                 | 1981                   |           | Irak                                             | Strip search (Leibesvisitation) 2016, Öl auf Leinen und Akustikschaum | |
| Kan Xuan                                      | 1972                   |           | Volksrepublik China                              | Millet Mounds 2012, Videoinstallation, Museum M+ | Millet Mounds im Bestand des Museum M+ Link zum Bild (Bitte Urheberrechte beachten) |
| Katsushika Ōi                                 | 1800                   | um 1866   | Japan                                            | Three Women Playing Musical Instruments (Drei Frauen, die Musikinstrumente spielen) um 1818–1844, Tusche und Farbe auf Seidenrolle, Museum of Fine Arts, Boston | |
| Angelika Kauffmann                            | 1741                   | 1807      | Drei Bünde                                       | Die verlassene Ariadne vor 1782, Öl auf Leinwand, Staatliche Kunstsammlungen Dresden | |
| Mary Kelly                                    | 1941                   |           | USA                                              | Post-partum Document: Documentation VI, Prewriting Alphabet, Exergue and Diary 1978, Plexiglas, weißer Karton, Harz und Schiefer, Arts Council Collection | Post-partum Document: Documentation VI, Prewriting Alphabet, Exergue and Diary im Bestand der Arts Council Collection Link zum Bild (Bitte Urheberrechte beachten)                             |
| Iris Kensmil                                  | 1970                   |           | Niederlande                                      | Angela Davis #2 2015, Öl auf Leinwand, Van Abbemuseum | |
| Corita Kent                                   | 1918                   | 1986      | USA                                              | The Juiciest Tomato of All 1964, Siebdruck, Armand Hammer Museum of Art | The Juiciest Tomato of All im Bestand der Arts Council Collectiondes Armand Hammer Museums of Art Link zum Bild (Bitte Urheberrechte beachten)                                                 |
| Bharti Kher                                   | 1969                   |           | Vereinigtes Königreich                           | An Absence of Assignable Cause 2007, Bindis auf Fiberglas | An Absence of Assignable Cause auf Homepage der Künstlerin Bharti Kher Link zum Bild (Bitte Urheberrechte beachten)                                                                            |
| Khimsooja                                     | 1957                   |           | Südkorea                                         | Cities on the Move - 2727 km Bottari Truck 1997, Fotografie, aufgenommen während einer elftägigen Performance in ganz Südkorea | An Absence of Assignable Cause auf Homepage der Künstlerin Khimsooja Link zum Bild (Bitte Urheberrechte beachten)                                                                              |
| Kiyohara Yukinobu                             | 1643                   | 1682      | Japan                                            | Seidenschwänze, Kirschblüten und Bambus spätes 17. Jahrhundert, hängende Schriftrolle, Tusche und Farbe auf Seide, Metropolitan Museum of Art | |
| Emily Kame Kngwarreye                         | um 1910                | 1996      | Australien                                       | Ntange Dreaming 1989, synthetische Polymerfarbe auf Leinwand, National Gallery of Australia | |
| Laura Knight                                  | 1877                   | 1970      | Vereinigtes Königreich Großbritannien und Irland | Fine Feathers 1939, Öl auf Leinwand, Nottingham Castle Museum and Art Gallery | Fine Feathers auf Homepage von Art UK Link zum Bild (Bitte Urheberrechte beachten) |
| Běla Kolářová                                 | 1923                   | 2010      | Tschechoslowakei                                 | Variation: Two Triangles IV 1968, Druckknöpfe auf Karton montiert | |
| Käthe Kollwitz                                | 1867                   | 1945      | Preußen                                          | Frau mit totem Kind 1903, Strichätzung, Kunsthalle Bremen | |
| Eva Koťátková                                 | 1982                   |           | Tschechoslowakei                                 | Asylum 2013, gemischte Medien, variable Maße | |
| Joyce Kozloff                                 | 1942                   |           | USA                                              | Art Girl 2017, Acryl, Collage und gefundene Objekte auf Leinwand, Pennsylvania Academy of the Fine Arts | Art Girl im Bestand der Pennsylvania Academy of the Fine Arts Link zum Bild (Bitte Urheberrechte beachten)                                                                                     |
| Lee Krasner                                   | 1908                   | 1984      | USA                                              | Ohne Titel 1949, Öl auf Holzfaserplatte, Museum of Modern Art | Untitled im Bestand des Museums of Modern Art Link zum Bild (Bitte Urheberrechte beachten) |
| Barbara Kruger                                | 1945                   |           | USA                                              | Untitled (Your Body is a Battleground) (Ohne Titel, Dein Körper ist ein Schlachtfeld) 1989, fotografischer Siebdruck auf Vinyl | Untitled (Your Body is a Battleground) im Bestand von The Broad Link zum Bild (Bitte Urheberrechte beachten)                                                                                   |
| Shigeko Kubota                                | 1937                   | 2015      | USA                                              | Duchampiana: Nude Descending a Staircase (Duchampiana: Akt, eine Treppe herabsteigend) 1976, Super-8-Film auf Video übertragen und farbsynthetisiertes Video (Farbe, ohne Ton), Monitore und Sperrholz, Museum of Modern Art | Duchampiana: Nude Descending a Staircase im Bestand des Museum of Modern Art Link zum Bild (Bitte Urheberrechte beachten)                                                                      |
| Agnieszka Kurant                              | 1978                   |           | Polen                                            | Air Rights 5 2016, pulverisierter Stein, Schaumstoff, Holz, Elektromagnete und maßgefertigter Sockel, Sammlung Kathleen Irvin Loughlin | |
| Yayoi Kusama                                  | 1929                   |           | Japan                                            | All the Eternal Love That I Have for the Pumpkins 2016, Holz, Spiegel Plastik, Acryl, LEDs und Metall, Dallas Museum of Art | All the Eternal Love That I Have for the Pumpkins im Bestand im Institute of Contemporary Art Miami Link zum Bild (Bitte Urheberrechte beachten)                                               |
| Alicja Kwade                                  | 1979                   |           | Polen                                            | Big Be-Hide 2017, Stein, Aluminium, Spiegel und pulverbeschichteter Edelstahl | Big Be-Hide auf Homepage der Künstlerin Alicja Kwade Link zum Bild (Bitte Urheberrechte beachten)                                                                                              |
| Dorothea Lange                                | 1895                   | 1965      | USA                                              | Migrant mother, Nipomo, California (Heimatlose Mutter) 1936, Silbergelatine-Abzug vom Original-Nitratnegativ, Library of Congress | Fotografie „Migrant mother, Nipomo, California“ von Dorothea Lange |
| Greer Lankton                                 | 1958                   | 1996      | USA                                              | Rachel 1966, Pappmaschee, Metallplatten, Draht, Acrylfarbe, zugesagte Schenkung an das Art Institute of Chicago | Rachel im Bestand des Art Institute of Chicago Link zum Bild (Bitte Urheberrechte beachten) |
| Maria Lassnig                                 | 1919                   | 2014      | Österreich                                       | Du oder ich 2005, Öl auf Leinwand | |
| Marie Laurencin                               | 1883                   | 1956      | Frankreich                                       | La Songeuse (Die Nachdenkliche) 1910, Öl auf Leinwand Musée Picasso | |
| Louise Lawler                                 | 1947                   |           | USA                                              | Pollock and tureen 1984, Cibachromeabzug | Pollock and tureen auf Homepage des Metropolitan Museum of Art Link zum Bild (Bitte Urheberrechte beachten)                                                                                    |
| Deana Lawson                                  | 1979                   |           | USA                                              | Brother and sister Soweto 2017, Pigmentdruck | |
| Lee Bul                                       | 1964                   |           | Südkorea                                         | Willing to be vulnerable 2015–2016, Schwergewebe, metallisierte Folie, Transparentfolie, Polyurethan-Tinte, Nebelmaschine, LED-Leuchten und elektrische Verkabelung | |
| Nikki S. Lee                                  | 1970                   |           | Südkorea                                         | The Ohio project (7) 1999, Farbfotografie | The Ohio project (7) auf Homepage des International Center of Photography Link zum Bild (Bitte Urheberrechte beachten)                                                                         |
| Annie Leibovitz                               | 1949                   |           | USA                                              | Virginia Woolf’s writing desk, Monk’s House, East Sussex, England 2010 | |
| Tamara de Lempicka                            | 1898                   | 1980      | Polen                                            | Junges Mädchen mit Handschuhen (Auch: Junges Mädchen in Grün) 1927–1930, Öl auf Sperrholz, Centre Georges-Pompidou | Jeune fille en vert im Bestand ds Centre Georges-Pompidou Link zum Bild (Bitte Urheberrechte beachten)                                                                                         |
| Zoe Leonard                                   | 1961                   |           | USA                                              | Strange fruit 1992–1997, Orangen-, Bananen-, Grapefruit- und Zitronenschalen, Faden, Knöpfe, Reißverschlüsse, Nadeln, Wachs, Sehne, Schnur, Druckknöpfe und Haken, Philadelphie Museum of Art | Strange fruit im Bestand des Philadelphie Museum of Art Link zum Bild (Bitte Urheberrechte beachten)                                                                                           |
| Sherrie Levine                                | 1947                   |           | USA                                              | Fountain (nach Marcel Duchamp) 1991, Bronzeguss | Fountain (nach Marcel Duchamp) im Bestand des Whitney Museum of American Art Link zum Bild (Bitte Urheberrechte beachten)                                                                      |
| Helen Levitt                                  | 1913                   | 2009      | USA                                              | Four boys in ›Beau geste‹ headgear, New York City um 1940, Silbergelatineabzug, Metropolitan Museum of Art | Four boys in ›Beau geste‹ headgear, New York City im Bestand des Metropolitan Museum of Art Link zum Bild (Bitte Urheberrechte beachten)                                                       |
| Edmonia Lewis                                 | um 1844                | 1907      | USA                                              | The death of Cleopatra (Tod der Kleopatra) 1876, Marmor, Smithsonian American Art Museum | Skulptur „Tod der Kleopatra“ von Edmonia Lewis |
| Judith Leyster                                | 1609                   | 1660      | Niederlande                                      | Lustige Gesellschaft 1630, Öl auf Leinwand, Musée du Louvre | Gemälde „Lustige Gesellschaft“ von Judith Leyster |
| Liliane Lijn                                  | 1939                   |           | USA                                              | Time is change 1968, Letraset auf bemaltem, gekürztem Korkkegel, motorisierte Drehscheibe | Time is change auf Homepage des Tate Gallery Link zum Bild (Bitte Urheberrechte beachten) |
| Maya Lin                                      | 1959                   |           | USA                                              | Storm King Wavefield 2007–2008, Erde und Grad, Storm King Art Center, Mountainville, New York | Storm King Wavefield auf Homepage der Künstlerin Maya Lin Link zum Bild (Bitte Urheberrechte beachten)                                                                                         |
| Linder                                        | 1954                   |           | Vereinigtes Königreich                           | Ohne Titel 1977, Collage auf Karton, Tate Gallery | Untitled im Bestand der Tate Gallery Link zum Bild (Bitte Urheberrechte beachten) |
| Hung Liu                                      | 1948                   |           | Volksrepublik China                              | Mother and daughter 1997, Öl auf Leinwand, Kemper Museum of Contemporary Art | Mu Nu (Mother and Daughter) im Bestand des Kemper Museum of Contemporary Art Link zum Bild (Bitte Urheberrechte beachten)                                                                      |
| Barbara Longhi                                | 1552                   | 1638      | Italien                                          | Madonna und Kind 1580–1585, Öl auf Leinwand, Indianapolis Museum of Art | Gemälde „Madonna und Kind“ von Barbara Longhi |
| Sarah Lucas                                   | 1962                   |           | Vereinigtes Königreich                           | Au naturel 1994, Matratze, Wassereimer, Melonen, Orangen und eine Gurke | |
| Ana Lupas                                     | 1940                   |           | Rumänien                                         | The solemn process (Der friedliche Prozess) 1964–1974/76; 1980–1985; 1985–2008, Stahl, Stroh, Maschendraht und zwei Digitaldrucke auf Vinyl, Tate Modern | The solemn process im Bestand der Tate Modern Link zum Bild (Bitte Urheberrechte beachten) |
| Dora Maar                                     | 1907                   | 1997      | Frankreich                                       | Père Ubu 1936, Silbergelatine-Abzug, Metropolitan Museum of Art | Père Ubu im Bestand des Metropolitan Museum of Art Link zum Bild (Bitte Urheberrechte beachten)                                                                                                |
| Margaret MacDonald Mackintosh                 | 1864                   | 1933      | Vereinigtes Königreich Großbritannien und Irland | The Opera of the Wind (Die Oper des Windes) um 1902, Gessopanel, Perlmutteinlagen, mit Schnur und Glasperlen besetzt, Privatsammlung | „Die Oper des Windes“ von Margaret MacDonald MacKintosh |
| Esther Mahlangu                               | 1935                   |           | Südafrika                                        | Ohne Titel 1990, Acryl auf Leinwand, CAAC - Sammlung Pigozzi, Genf | |
| Vivian Maier                                  | 1926                   | 2009      | USA                                              | September 1953, New York, NY 1953 | |
| Anna Maria Maiolino                           | 1942                   |           | Italien                                          | Entrevidas (Zwischen den Leben) aus der Serie Fotopoemação 1981, Silbergelatineabzüge | |
| Nalini Malani                                 | 1946                   |           | Pakistan                                         | In search of vanished blood (Auf der Suche nach verschwundenem Blut) 2012, Sechs-Kanal-Video/Schattenspiel mit fünf rotierenden, hintermalten Mylarzylindern, Ton | In search of vanished blood im Bestand des Institute of Contemporary Art, Boston Link zum Bild (Bitte Urheberrechte beachten)                                                                  |
| Jeanne Mammen                                 | 1890                   | 1976      | Deutsches Reich                                  | Karneval in Berlin N III um 1930, Aquarell und Bleistift auf Papier, Museum of Modern Art | Karneval in Berlin N III im Bestand des Museum of Modern Art Link zum Bild (Bitte Urheberrechte beachten)                                                                                      |
| Sally Mann                                    | 1951                   |           | USA                                              | Ohne Titel (Scarred tree) aus der Serie Deep South 1998, Silbergelatineabzug | Deep South - Scarred tree auf Homepage der Künstlerin Sally Mann Link zum Bild (Bitte Urheberrechte beachten)                                                                                  |
| Britta Marakatt-Labba                         | 1951                   |           | Schweden                                         | The roots 2018, Stickerei und Applikation | |
| Cinthia Marcelle                              | 1974                   |           | Brasilien                                        | 475 Volver 2009, Standbilder aus Videos, Farbe, Ton | |
| Teresa Margolles                              | 1963                   |           | Mexiko                                           | En el Aire (In der Luft) 2003, Installation mit Seifenblasen aus einem Wassergemisch, das zur Leichenwäsche der Opfer von gewaltsamen Todesfällen nach der Autopsie verwendet wurde, Museum für Moderne Kunst | |
| Marisol Escobar                               | 1930                   | 2016      | Frankreich                                       | The Family 1962, bemaltes Holz, Schuhe, Türknauf und Teller, Museum of Modern Art | The Family im Bestand des Museum of Modern Art Link zum Bild (Bitte Urheberrechte beachten) |
| Helen Marten                                  | 1985                   |           | Vereinigtes Königreich                           | The cat from the bacon 2015, Stahl, Aluminium, handgedrehte Keramik, Terrakotta, Modellbord, Esche, Kirsche, Valchromat, Sepili, Spanplatte, Karton, gespritzte MDF-Platte, Fell, Seidenpailletten, Gießharz, Ölfarbe auf Papier, geairbrushter Stahl, bestickter Stoff, Spitze, Steine, Perlmutt, Seil, Stanniol, Messingglocken, Gießgummi, Sand, Eimer, Mikroperlen, Formica, graviertes Messing, Kupfer, Streichholzheftchen, Perlen, Garn, Serpentine Gallery | The cat from the bacon auf Homepage der Künstlerin Helen Marten Link zum Bild (Bitte Urheberrechte beachten)                                                                                   |
| Agnes Martin                                  | 1912                   | 2004      | Kanada                                           | The tree 1964, Öl und Bleistift auf Leinwand, Museum of Modern Art | The tree aus Bestand des Museums of Modern Art Link zum Bild (Bitte Urheberrechte beachten) |
| Mary Martin                                   | 1907                   | 1969      | Vereinigtes Königreich Großbritannien und Irland | Rotation 3 1969, Spritzguß-Polystyrol und Spiegel auf Platte | |
| Julie Mehretu                                 | 1970                   |           | Äthiopien                                        | Empirical construction, Istanbul 2003, Tusche und synthetische Polymerfarbe auf Leinwand, Museum of Modern Art | Empirical construction, Istanbul aus Bestand des Museums of Modern Art Link zum Bild (Bitte Urheberrechte beachten)                                                                            |
| Ana Mendieta                                  | 1948                   | 1985      | Kuba                                             | Silhouetten-Arbeiten in Mexico 1973–1977/1991, pigmentierte Tintenstrahldrucke, vier Teile, The Barbara Lee Collection of Art by Women, Institute of Contemporary Art, Boston | Silueta Works in Mexico aus Bestand des ICA Boston Link zum Bild (Bitte Urheberrechte beachten)                                                                                                |
| Marisa Merz                                   | 1926                   | 2010      | Italien                                          | Ohne Titel 1966, Maschendraht auf Hanf, Museum of Modern Art | Untitled aus Bestand des Museums of Modern Art Link zum Bild (Bitte Urheberrechte beachten) |
| Angelica Mesiti                               | 1948                   |           | Australien                                       | The calling 2013–2014, 3-Kanal HD Video, Farbe, Ton | |
| Annette Messager                              | 1943                   |           | Frankreich                                       | My vows 1988–1991, gerahmte Schwarz-Weiß-Fotografien und Schnüre | My vows aus Bestand des Museums of Modern Art Link zum Bild (Bitte Urheberrechte beachten) |
| Beatriz Milhazes                              | 1960                   |           | Brasilien                                        | Marotoloco 2014–15, Acryl auf Leinwand, Pérez Art Museum Miami | Marotoloco aus Bestand des Pérez Art Museum Miami Link zum Bild (Bitte Urheberrechte beachten)                                                                                                 |
| Lee Miller                                    | 1907                   | 1977      | USA                                              | Fire masks, Downshire Hill, London 1941, Schwarz-Weiß-Fotografie | Fire masks im Bestand der Lee Miller Archives Link zum Bild (Bitte Urheberrechte beachten) |
| Marilyn Minter                                | 1948                   |           | Vereinigtes Königreich                           | Satiated 2003, chromogener Farbdruck | Satiated aus Bestand des Guggenheim Museums Link zum Bild (Bitte Urheberrechte beachten) |
| Marta Minujín                                 | 1943                   |           | Argentinien                                      | The Parthenon of books (Der Parthenon der Bücher) 1983, Metallgerüst, Bücher und Draht | Der Parthenon der Bücher auf Homepage der Documenta 14 Link zum Bild (Bitte Urheberrechte beachten)                                                                                            |
| Aleksandra Mir                                | 1967                   |           | Polen                                            | First woman on the moon 1999, Event produziert von Casco Projects in Wijk aus Zee (Niederlande) | First woman on the moon auf Homepage von Aleksandra Mir Link zum Bild (Bitte Urheberrechte beachten)                                                                                           |
| Joan Mitchell                                 | 1925                   | 1992      | USA                                              | City landscape 1955, Öl auf Leinwand, Art Institute of Chicago | City landscape auf Homepage der Joan Mitchell Foundation Link zum Bild (Bitte Urheberrechte beachten)                                                                                          |
| Lisette Model                                 | 1901                   | 1983      | Österreich                                       | Coney island 1941, Silbergelatineabzug, Museum of Modern Art | Coney island aus Bestand des Museum of Modern Art Link zum Bild (Bitte Urheberrechte beachten)                                                                                                 |
| Paula Modersohn-Becker                        | 1876                   | 1907      | Deutsches Reich                                  | Selbstporträt am 6. Hochzeitstag 1906, Öl auf Karton, Paula Modersohn-Becker Museum | „Selbstporträt am 6. Hochzeitstag“ von Paula Modersohn-Becker |
| Tina Modotti                                  | 1896                   | 1942      | Italien                                          | Ohne Titel (Frau mit Korb) 1923–1930, Palladiumdruck | |
| Tracey Moffatt                                | 1960                   |           | Australien                                       | Something more #4 1989, Cibachromeabzug | Something more aus Bestand des Museum of Contemporary Art Australia Link zum Bild (Bitte Urheberrechte beachten)                                                                               |
| Louise Moillon                                | 1610                   | 1696      | Frankreich                                       | Stillleben mit Früchten um 1637, Öl auf Leinwand, Museo Thyssen-Bornemisza | „Stillleben mit Früchten“ von Louise Moillon |
| Vera Molnár                                   | 1924                   | 2023      | Ungarn                                           | Aleatorische Verteilung von 4 Elementen 1959, Klebestreifen auf Karton, Centre Georges-Pompidou | |
| Mariko Mori                                   | 1967                   |           | Japan                                            | Last departure 1996, Cibachromeabzug | |
| Berthe Morisot                                | 1841                   | 1895      | Frankreich                                       | Le Berceau (Die Wiege) 1872, Öl auf Leinwand, Musée d’Orsay | „Le Berceau (Die Wiege)“ von Berthe Morisot |
| Mary Moser                                    | 1744                   | 1819      | Königreich Großbritannien                        | Joseph Hollekens 1770–1771, Öl auf Leinwand, Yale Center for British Art | „Joseph Hollekens“ von Mary Moser |
| Grandma Moses                                 | 1860                   | 1961      | USA                                              | Yellow house 1955, Öl auf Hartplatte, Davis Museum am Wellesley College | Yellow house aus Bestand des Davis Museums Link zum Bild (Bitte Urheberrechte beachten) |
| Marlow Moss                                   | 1889                   | 1958      | Vereinigtes Königreich Großbritannien und Irland | Spatial construction 1956–1957, Stahl, Leeds Art Gallery | |
| Zanele Muholi                                 | 1972                   |           | Südafrika                                        | Sebenzile, Parktown 2016, Silbergelatineabzug | Sebenzile, Parktown bei Google Arts & College Link zum Bild (Bitte Urheberrechte beachten) |
| Mrinalini Mukherjee                           | 1949                   | 2015      | Indien                                           | Adi push II 1998–1999, Hanf, Sammlung Amrita Jhaveri | |
| Vera Muchina                                  | 1889                   | 1953      | Russisches Kaiserreich                           | Arbeiter und Kolchosbäuerin 1937, Edelstahl, Ausstellung der Errungenschaften der Volkswirtschaft | „Arbeiter und Kolchosbäuerin“ von Vera Muchina |
| Gabriele Münter                               | 1877                   | 1962      | Deutsches Reich                                  | Porträt von Marianne von Werefkin 1909, Öl auf Karton, Städtische Galerie im Lenbachhaus | Porträt von Marianne von Werefkin im Bestand des Lenbachhauses Link zum Bild (Bitte Urheberrechte beachten)                                                                                    |
| Elizabeth Murray                              | 1940                   | 2007      | USA                                              | Arm-Ear 1993, Öl auf Leinwand, montiert auf geformtes und gebogenes Holz, Newark Museum | |
| Wangechi Mutu                                 | 1972                   |           | Kenia                                            | Beneath lies the power 2014, Collagegemälde auf Vinyl | Beneath lies the power im Bestand des Museums Victoria Miro Link zum Bild (Bitte Urheberrechte beachten)                                                                                       |
| Alice Neel                                    | 1900                   | 1984      | USA                                              | Andy Warhol 1970, Öl und Acryl auf Leinen, Whitney Museum of American Art | Andy Warhol im Bestand des Whitney Museum of American Art Link zum Bild (Bitte Urheberrechte beachten)                                                                                         |
| Plautilla Nelli                               | 1524                   | 1588      | Italien                                          | Beweinung Christi mit den Heiligen 1550, Öl auf Leinwand, Museo di San Marco | Skulptur „Tod der Kleopatra“ von Edmonia Lewis |
| Senga Nengudi                                 | 1943                   |           | USA                                              | R. S. V. P. 1 1977/2003, Nylonstrumpfhosen und Sand, 10 Teile, Museum of Modern Art | R. S. V. P. 1 im Bestand des Museum of Modern Art Link zum Bild (Bitte Urheberrechte beachten)                                                                                                 |
| Shirin Neshat                                 | 1957                   |           | Iran                                             | Rebellious silence (Rebellische Stille) 1994, mit Harz überzogener Schwarz-Weiß-Druck und tinte (Foto aufgenommen von Cynthia Preston) | Rebellious silence auf Homepage von Smart History Link zum Bild (Bitte Urheberrechte beachten)                                                                                                 |
| Rivane Neuenschwander                         | 1967                   |           | Brasilien                                        | Eu desejo o seu desejo (Ich wünsche mir deinen Wunsch) 2003, bedruckter Stoff und Wünsche, Thyssen-Bornemisza Art Contemporary | Eu desejo o seu desejo im Bestand des Museum of Modern Art Link zum Bild (Bitte Urheberrechte beachten)                                                                                        |
| Louise Nevelson                               | 1899                   | 1988      | Ukraine                                          | Sky cathedral (Himmelskathedrale) 1958, bemaltes Holz, Museum of Modern Art | Sky cathedral im Bestand des Museum of Modern Art Link zum Bild (Bitte Urheberrechte beachten)                                                                                                 |
| Georgia O’Keeffe                              | 1887                   | 1986      | USA                                              | Jimson weed/White flower No. 1 (Stechapfel/Weiße Blüte Nr. 1) 1932, Öl auf Leinwand, Crystal Bridges Museum of American Art | |
| Lydia Okumura                                 | 1948                   |           | Brasilien                                        | Untitled I, Originalinstallation im Pratt Institute, New York 1980 1980, Schnur und cryl auf Wand, Galerie Jaqueline Martins, São Paulo | Installation at the Pratt Institute, New York 1980 auf Homepage des Arthur Digital Museum Link zum Bild (Bitte Urheberrechte beachten)                                                         |
| Yoko Ono                                      | 1933                   |           | USA                                              | Cut piece 1964, Performance in der Carnegie Recital Hall, New York (USA), 21. März 1965 | |
| Maria van Oosterwijk                          | 1630                   | 1693      | Niederlande                                      | Vanitas-Stillleben 1668, Öl auf Leinwand, Kunsthistorisches Museum Wien | Vanitas-Stillleben von Maria van Oosterwijk |
| Catherine Opie                                | 1961                   |           | USA                                              | Justin Bond 1993, Chromogendruck | Justin Bond im Bestand der Art Gallery NSW Link zum Bild (Bitte Urheberrechte beachten) |
| Meret Oppenheim                               | 1913                   | 1985      | Deutsches Reich                                  | Déjeuner en fourrure (Frühstück im Pelz) 1936, pelzbezogene Tasse, Untertasse und Löffel, Museum of Modern Art | Object im Bestand des Museum of Modern Art Link zum Bild (Bitte Urheberrechte beachten) |
| Orlan                                         | 1947                   |           | Frankreich                                       | Omnipresence, 7th surgery performance. November 21st 1993 (Allgegenwart, 7. chirurgische Performance. 21. November 1993) 1993, Cibachromeabzug im Diasec-Verfahren, National Museum of Art, Osaka | |
| Lucy Orta                                     | 1966                   |           | Vereinigtes Königreich                           | Body architecture – Collective wear X 8 1998, Zelt aus aluminiumbeschichtetem Polyamid, verschiedene Textilien, 3 Teleskoparmaturen aus Aluminium und Reißverschlüsse | Body architecture auf Homepage von Studio Orta Link zum Bild (Bitte Urheberrechte beachten) |
| Emily Mary Osborn                             | 1828                   | 1925      | Vereinigtes Königreich Großbritannien und Irland | Nameless and friendless „The rich man’s wealth is his strong city, etc.“ – Proverbs, X, 15 1857, Öl auf Leinwand, Tate Gallery | Vanitas-Stillleben von Maria van Oosterwijk |
| Pan Yuliang                                   | 1895                   | 1977      | China                                            | Chrysanthemum and female nude (Chrysanthemen und weiblicher Akt) 1948, Öl auf Leinwand, Chinesisches Kunstmuseum | |
| Gina Pane                                     | 1939                   | 1990      | Frankreich                                       | Azione sentimentale (Sentimentale Aktion), 9. November 1973, Dokumentation einer Aktion, realisiert in der Galerie Diagramma, Mailand 1973, 7 chromogene Farbdrucke auf einer Latte angeordnet, Museum of Modern Art | Azione sentimentale 9. November 1973 im Bestand des Museum of Modern Art Link zum Bild (Bitte Urheberrechte beachten)                                                                          |
| Lygia Pape                                    | 1927                   | 2004      | Brasilien                                        | Divisor (Divider) 1968, Bild einer Performance im Museu de Arte Moderna do Rio de Janeiro | |
| Cornelia Parker                               | 1956                   |           | Vereinigtes Königreich                           | Cold dark matter: An exploded view (Kalte dunkle Materie: Eine Explosionsansicht) 1991, Gartenschuppen und Inhalt, von der britischen Armee für die Künstlerin gesprengt, die Fragmente um eine Glühbirne aufgehängt, Tate Gallery | Cold dark matter: An exploded view im Bestand der Tate Gallery Link zum Bild (Bitte Urheberrechte beachten)                                                                                    |
| Katie Paterson                                | 1981                   |           | Vereinigtes Königreich                           | Totality (Totalität) 2016, bedruckte Spiegelkugel, Motor und Scheinwerfer, Arts Council Collection/James Zang Collection | Totality auf Homepage der Künstlerin Link zum Bild (Bitte Urheberrechte beachten) |
| Clara Peeters                                 | um 1590                | um 1659   | Herzogtum Brabant                                | Stillleben mit Käse, Artichoke und Kirschen um 1625, Öl auf Holz, Los Angeles County Museum of Art | Stillleben mit Käse, Artichoke und Kirschen von Clara Peeters |
| Beverly Pepper                                | 1922                   | 2020      | USA                                              | Zig-zag (Zickzack) 1967, Edelstahl und Einbrennlack, Buffalo AKG Art Museum | Zig-zag im Bestand des Buffalo AKG Art Museum Link zum Bild (Bitte Urheberrechte beachten) |
| Elizabeth Peyton                              | 1965                   |           | USA                                              | Live to ride (E. P.) 2003, Öl auf Karton, Whitney Museum of American Art | Live to ride (E. P.) im Bestand des Whitney Museum of American Art Link zum Bild (Bitte Urheberrechte beachten)                                                                                |
| Susan Philipsz                                | 1965                   |           | Vereinigtes Königreich                           | A single voice (Eine einzige Stimme) 2017, einkanaliger HD-Film und 12-Kanal-Klanginstallation, Centre for Contemporary Art, Gateshead | A single voice im Bestand der National Gallery of Victoria Link zum Bild (Bitte Urheberrechte beachten)                                                                                        |
| Heather Phillipson                            | 1978                   |           | Vereinigtes Königreich                           | True to size (Passagenau) 2016, HD-Video, LCD-Monitor, aktive Monitorlautsprecher, Digitaldruck auf Anzeigentafel, Plüsch-Teddybär, Hochzeitskleid, Stahlholz, Ratschenriemen, Spanngurt und Gafferband, Arts Council Collection | A single voice im Bestand der National Gallery of Victoria Link zum Bild (Bitte Urheberrechte beachten)                                                                                        |
| Patricia Piccinini                            | 1965                   |           | Sierra Leone                                     | The young family (Die junge Familie) 2002, Silikon, Polyurethan, Leder, Sperrholz und Menschenhaar, Bendigo Art Gallery | The young family auf Homepage von Google Arts & Culture Link zum Bild (Bitte Urheberrechte beachten)                                                                                           |
| Cathie Pilkington                             | 1968                   |           | Vereinigtes Königreich                           | Head case 2016, Gips, Ton, Stoff, Leder, Holz, Farbe, Kunsthaar und Lochbrett | |
| Howardena Pindell                             | 1943                   |           | USA                                              | Untitled #84 (Ohne Titel #84) 1977, Mixed-Media-Collage auf Karton | |
| Adrian Piper                                  | 1948                   |           | USA                                              | The mythic being: Sol’s drawing (Das mythische Wesen: Sols Zeichnung) 1974, Serie von 5 Silbergelatinedrucken (Vintage-Fotografien) | |
| Ljubow Sergejewna Popowa                      | 1889                   | 1924      | Russisches Kaiserreich                           | Malerische Architektonik 1920, Öl auf Leinwand, Tretjakow-Galerie | |
| Liliana Porter                                | 1941                   |           | Argentinien                                      | Man with axe (Mann mit Axt) 2017, Figurinen, Objekte und Holzplatte, Pérez Art Museum Miami | Man with axe auf Homepage der Künstlerin Link zum Bild (Bitte Urheberrechte beachten) |
| Harriet Powers                                | 1837                   | 1910      | USA                                              | Bible quilt 1885–1886, Baumwolle, National Museum of American History | Bible quilt von Harriet Powers |
| Laure Prouvost                                | 1978                   |           | Frankreich                                       | We will feed you, cooling fountain (for global warming) 2018, lackiertes Metall, Pumpe, geblasenes Glas, Kunststoffrohre, Stahlseil, Wasser | |
| Pushpamala N                                  | 1956                   |           | Indien                                           | Return of the phantom lady (Sinful city) 2012, 1 von 12 Farbfotografien, dokumentenechte Tintenstrahldrucke | Return of the phantom lady auf Homepage der Künstlerin Link zum Bild (Bitte Urheberrechte beachten)                                                                                            |
| Lucrezia Quistelli                            | 1541                   | 1594      | Italien                                          | Matrimonio mistico di Santa Catarina (Die mystische Vermählung der Hl. Katharina) 1576, Öl auf Leinwand, Kirche Santa Maria e San Pietro, Silvano Pietra | Die mystische Vermählung der Hl. Katharina von Lucrezia Quistelli |
| Carol Rama                                    | 1918                   | 2015      | Italien                                          | Opera N. 11 (Renards) (Werk Nr. 11 (Füchse)) 1938, Aquarell auf Papier, Museum of Modern Art | Opera N. 11 (Renards) im Bestand des Museum of Modern Art Link zum Bild (Bitte Urheberrechte beachten)                                                                                         |
| Anita Rée                                     | 1885                   | 1933      | Deutsches Reich                                  | Selbstbildnis 1930, Öl auf Leinwand, Hamburger Kunsthalle | Selbstbildnis von Anita Rée |
| Paula Rego                                    | 1935                   | 2022      | Portugal                                         | The company of women (Die Gesellschaft von Frauen) 1997, Pastellkreide auf Papier, aufgezogen auf Aluminium, Casa das Histórias Paula Rego | The company of women auf Homepage Arthur, a Digital Museum Link zum Bild (Bitte Urheberrechte beachten)                                                                                        |
| Lisa Reihana                                  | 1964                   |           | Australien                                       | In pursuit of Venus (Infected) 2015–2017, Einkanal-Video, Ultra-HD, farbig, 7.1-Sound, 64 Min. Auckland Art Gallery | In pursuit of Venus auf Homepage der Künstlerin für das Werk Link zum Bild (Bitte Urheberrechte beachten)                                                                                      |
| Lili Reynaud-Dewar                            | 1975                   |           | Vereinigtes Königreich                           | Live through that?! (Atelier Brancusi) 2014, Schwarz-Weiß-Video, ohne Ton | Totality auf Homepage der Künstlerin Link zum Bild (Bitte Urheberrechte beachten) |
| Germaine Richier                              | 1902                   | 1959      | Frankreich                                       | La montagne (Der Berg) 1955–1956, patinierte Bronze | La montagne im Bestand des Centre Pompidou Link zum Bild (Bitte Urheberrechte beachten) |
| Bridget Riley                                 | 1931                   |           | Vereinigtes Königreich                           | Current (Strömung) 1964, Emulsion auf Hartfaserplatte, Museum of Modern Art | |
| Faith Ringgold                                | 1930                   | 2024      | USA                                              | Picasso’s Studio 1991, Acryl auf Leinwand und bedruckter Batikstoff, Worcester Art Museum | Picasso's Studio im Bestand des Worcester Art Museum Link zum Bild (Bitte Urheberrechte beachten)                                                                                              |
| Pipilotti Rist                                | 1962                   |           | Schweiz                                          | Ever is over all 1997, zweikanaliges Video mit überlappenden Projizierungen, farbig, mit Ton | Ever is over all Link zum Bild (Bitte Urheberrechte beachten) |
| Marietta Robusti                              | zwischen 1550 und 1560 | 1590      | Venedig                                          | Selbstbildnis um 1580, Öl auf Leinwand, Uffizien | Selbstbildnis von Marietta Robusti |
| Luisa Roldán                                  | 1652                   | 1706      | Spanien                                          | The young family (Die junge Familie) 1700–1701, polychromiertes Terrakotta, Metropolitan Museum of Art | Die junge Familie von Luisa Roldán |
| Tracey Rose                                   | 1974                   |           | Südafrika                                        | Die wit man (The white man) 2015, einkanalige HD-Projizierung in Farbe, Stereo-Surround-Sound, 42 Min. 40 Sek. | |
| Martha Rosler                                 | 1943                   |           | USA                                              | First lady (Pat Nixon) aus der Serie House beautiful: Bringing the war home um 1967–1972, Fotomontage | House beautiful: Bringing the war home im Bestand des Museum of Modern Art Link zum Bild (Bitte Urheberrechte beachten)                                                                        |
| Properzia de’Rossi                            | um 1490                | 1530      | Italien                                          | Josef und die Frau des Potifar um 1526, Marmortafel, Museo di San Petronio, Bologna | Josef und die Frau des Potifar von Properzia de’ Rossi |
| Susan Rothenberg                              | 1945                   | 2020      | USA                                              | Black in place 1976, synthetische Polymerfarbe und Tempera auf Leinwand, Museum of Modern Art | Black in place im Bestand des Museum of Modern Art Link zum Bild (Bitte Urheberrechte beachten)                                                                                                |
| Mika Rottenberg                               | 1976                   |           | Argentinien                                      | Mary’s cherries (Marys Kirschen) 2004, Video, in Farbe, mit Ton, 5 Min. 50 Sek, und digitale C-Prints, Museum of Modern Art | Mary's cherries im Bestand des Museum of Modern Art Link zum Bild (Bitte Urheberrechte beachten)                                                                                               |
| Nancy Rubins                                  | 1952                   |           | USA                                              | Airplane parts & hills (Flugzeugteile & Hügel) 2003, Flugzeugteile, Gerüst und Drahtseile aus Edelstahl, Österreichischer Skulpturenpark | Airplane parts & hills von Nancy Rubins |
| Rachel Ruysch                                 | 1664                   | 1750      | Niederlande                                      | Stillleben mit Früchten, Vogelnest und Insekten 1710 oder 1716, Öl auf Leinwand, National Trust, Dudmaston | Stillleben mit Früchten, Vogelnest und Insekten von Rachel Ruysch |
| Hannah Ryggen                                 | 1894                   | 1970      | Schweden                                         | Grini 1945, Gobelin aus Wolle und Leinen, Kunstmuseum Trondheim | |
| Betye Saar                                    | 1926                   |           | USA                                              | Black girl’s window (Das Fenster des schwarzen Mädchens) 1969, Fensterrahmen aus Holz, bemaltes Holz, bemaltes und aufgeklebtes Papier, Lentikulardruck, Daguerreotypie und Kunststofffigur, Museum of Modern Art | Black girl's window im Bestand des Museum of Modern Art Link zum Bild (Bitte Urheberrechte beachten)                                                                                           |
| Natascha Sadr Haghighian                      | 1967                   |           | Iran                                             | I can’t work like this 2007, Wandinstallation, Nägel und zwei Hämmer | I can't work like this im Bestand des Guggenheim Museums Link zum Bild (Bitte Urheberrechte beachten)                                                                                          |
| Kay Sage                                      | 1898                   | 1963      | USA                                              | The upper side of the sky (Die obere Seite des Himmels) 1944, Öl auf Leinwand, Israel-Museum | The upper side of the sky im Bestand des Israel-Museums Link zum Bild (Bitte Urheberrechte beachten)                                                                                           |
| Niki de Saint-Phalle                          | 1930                   | 2002      | Frankreich                                       | Death (Der Tod) 1978–2002, bewehrter Beton, Spiegel und Keramikmosaik, Giardino dei Tarocchi | |
| Doris Salcedo                                 | 1958                   |           | Kolumbien                                        | Installation ohne Titel für die 8. Internationale Biennale von Istanbul 2003, 1550 Holzstühle | Ohne Titel auf Homepage der Zeitschrift Universes in Universe Link zum Bild (Bitte Urheberrechte beachten)                                                                                     |
| Charlotte Salomon                             | 1917                   | 1943      | Deutsches Reich                                  | Kristallnacht aus Leben? oder Theater? um 1940–1942, Gouache auf Papier, Joods Museum | Kristallnacht von Charlotte Salomon |
| Zilia Sánchez                                 | 1926                   |           | Kuba                                             | Sin título (Ohne Titel) 1978, Acryl auf gespannter Leinwand | Sin título auf Homepage der Art Basel Link zum Bild (Bitte Urheberrechte beachten) |
| Augusta Savage                                | 1892                   | 1962      | USA                                              | Gamin um 1929, bemalter Gips, Smithsonian American Art Museum | Gamin im Bestand des Smithsonian American Art Museums Link zum Bild (Bitte Urheberrechte beachten)                                                                                             |
| Jenny Saville                                 | 1970                   |           | Vereinigtes Königreich                           | Plan 1993, Öl auf Leinwand | Plan auf Homepage des Arthur, Digital Museum Link zum Bild (Bitte Urheberrechte beachten) |
| Miriam Schapiro                               | 1923                   | 2015      | Kanada                                           | Wonderland (Wunderland) 1983, Acryl, Stoff und Kunststoffperlen auf Leinwand, Smithsonian American Art Museum | Wonderland im Bestand des Smithsonian American Art Museums Link zum Bild (Bitte Urheberrechte beachten)                                                                                        |
| Mira Schendel                                 | 1919                   | 1988      | Schweiz                                          | Sem título (Ohne Titel) aus der Serie Drouginhuas (Kleine Nichtigkeiten) um 1964–1966, japanisches Papier, Museum of Modern Art | Sem título im Bestand des Museum of Modern Art Link zum Bild (Bitte Urheberrechte beachten) |
| Helene Schjerfbeck                            | 1862                   | 1946      | Finnland                                         | Selbstporträt vor schwarzem Hintergrund 1915, Öl auf Leinwand, Ateneum | Selbstporträt vor schwarzem Hintergrund von Helene Schjerfbeck |
| Carolee Schneemann                            | 1939                   | 2019      | USA                                              | Eye body: 36 transformative actions for camera 1963, Performance mit Farbe, Klebstoff, Fell, Federn, Gartenschlangen, Glas und Kunststoff sowie der Atelierinstallation „Big boards“ | Eye body: 36 transformative actions for camera im Bestand des Museum Moderner Kunst Stiftung Ludwig Wien Link zum Bild (Bitte Urheberrechte beachten)                                          |
| Anna Maria von Schürmann                      | um 1607                | 1678      | Herrschaft Friesland                             | Selbstbildnis 1633, Kupferstich auf Papier, Rijksmuseum | Selbstbildnis von Anna Maria von Schürmann |
| Dana Schutz                                   | 1976                   |           | USA                                              | Face eater (Gesichtsfresser) 2004, Öl auf Leinwand | Face eater im Bestand des Musée d’art contemporain de Montréal Link zum Bild (Bitte Urheberrechte beachten)                                                                                    |
| Berni Searle                                  | 1964                   |           | Südafrika                                        | Snow white 2001, zweikanalige Videoprojizierung mit Ton, aufgenommen im DVCAM-Format, 9 Min. | Snow white auf Homepage der Künstlerin Link zum Bild (Bitte Urheberrechte beachten) |
| Tschabalala Self                              | 1990                   |           | USA                                              | Bayo / Pink soap / Red soap 2017 (Bayo), 2018 (Pink soap und Red Soap), Acryl, Aquarell, Flasche Vinylfarbe, Wachsmalstift, Buntstift, handkolorierte Fotokopie, Farbkopie, handbemalte Leinwand auf Leinwand, Yuz Museum, Shanghai | |
| Joan Semmel                                   | 1932                   |           | USA                                              | Intimacy-Autonomy (Intimität–Autonomie) 1974, Öl auf Leinwand, Brooklyn Museum | Intimacy-Autonomy im Bestand des Brooklyn Museums Link zum Bild (Bitte Urheberrechte beachten)                                                                                                 |
| Sinaida Serebrjakowa                          | 1884                   | 1967      | Russisches Kaiserreich                           | Das Bad 1913, Öl auf Leinwand, Russisches Museum | Das Bad von Sinaida Serebrjakowa |
| Shen Yuan                                     | 1959                   |           | Volksrepublik China                              | Untitled (Ohne Titel) 2009, Sofa und Sisal | |
| Amrita Sher-Gil                               | 1913                   | 1941      | Ungarn                                           | Gruppe mit drei Mädchen 1935, Öl auf Leinwand, National Gallery of Modern Art | Gruppe mit drei Mädchen von Amrita Sher-Gil |
| Amy Sherald                                   | 1973                   |           | USA                                              | Michelle Lavaughn Robinson Obama 2018, Öl auf Leinen, National Portrait Gallery, Washington, D.C. | Michelle Lavaughn Robinson Obama im Bestand der National Portrait Gallery Link zum Bild (Bitte Urheberrechte beachten)                                                                         |
| Cindy Sherman                                 | 1954                   |           | USA                                              | Untitled film still #21 1978, Silbergelatinedruck | Untitled film still #21 im Bestand des Museums of Modern Art Link zum Bild (Bitte Urheberrechte beachten)                                                                                      |
| Mary Sibande                                  | 1982                   |           | Südafrika                                        | They don’t make them like the used to 2008, dokumentenechter Digitaldruck, UNISA Art Gallery und Johannesburg Art Gallery | They don't make them like the used to auf Homepage von Google Arts & Culture Link zum Bild (Bitte Urheberrechte beachten)                                                                      |
| Amy Sillman                                   | 1955                   |           | USA                                              | In Illinois 2017–2018, Öl auf Leinwand | |
| Laurie Simmons                                | 1949                   |           | USA                                              | First bathroom / Woman standing 1978, Cibachrome-Druck | First bathroom / Woman standing im Bestand des Metropolitan Museum of Art Link zum Bild (Bitte Urheberrechte beachten)                                                                         |
| Taryn Simon                                   | 1975                   |           | USA                                              | Hymenoplasty, cosmetic surgery, P. A., Fort Lauderdale, Florida, aus der Serie An American index of the hidden and unfamiliar 2007, gerahmter dokumentenechter Tintenstrahldruck und Anreibebuchstaben auf Wand | Hymenoplasty im Bestand der MMK Collection Link zum Bild (Bitte Urheberrechte beachten) |
| Lorna Simpson                                 | 1960                   |           | USA                                              | Guarded conditions (Bewachte Umstände) 1989, 18 Polaroid-Drucke im Farbdiffusionsverfahren, 6 Gesamtbilder (aus je 3 Drucken), 21 gravierte Kunststofftafeln, 17 Kunststoffbuchstaben | |
| Dayanita Singh                                | 1961                   |           | Indien                                           | File museum 2012, (Ausschnitt), 1 große und 3 kleine Konstruktionen, 140 dokumentenechte Pigmentdrucke | File museum auf Homepage von Google Arts & Culture Link zum Bild (Bitte Urheberrechte beachten)                                                                                                |
| Elisabetta Sirani                             | 1638                   | 1665      | Italien                                          | Porzia che sie ferisce alla coscia (Porcia verletzt ihren Oberschenkel) 1664, Öl auf Leinwand, Fondazione Carisbo | Porcia verletzt ihren Oberschenkel von Elisabetta Sirani |
| Sylvia Sleigh                                 | 1916                   | 2010      | Vereinigtes Königreich Großbritannien und Irland | Imperial nude: Paul Rosano (Klassischer Akt: Paul Rosano) 1977, Öl auf Leinwand | |
| Kiki Smith                                    | 1954                   |           | Bundesrepublik Deutschland                       | Spinners (Moths and spiders webs) 2014, Baumwoll-Jacquard-Tapisserie, Handmalerei und Blattgold | Untitled film still #21 im Bestand des Museums of Modern Art Link zum Bild (Bitte Urheberrechte beachten)                                                                                      |
| Monika Sosnowska                              | 1972                   |           | Polen                                            | 1:1 2007, Stahlkonstruktion, polnischer Pavillon, 52. Biennale von Venedig | 1:1 auf Homepage von Polish Pavilion in Venice Link zum Bild (Bitte Urheberrechte beachten) |
| Marie Spartali Stillman                       | 1844                   | 1927      | Vereinigtes Königreich Großbritannien und Irland | The enchanted garden of Messer Ansaldo (Der verwunschene Garten von Messer Ansaldo) 1889, Aquarell auf gepsanntem Papier | Der verwunschene Garten von Messer Ansaldo von Marie Spartali Stillman |
| Jo Spence                                     | 1934                   | 1992      | Vereinigtes Königreich                           | Libido uprising part I (Aufstand der Libido Teil 1) 1989, Kollaboration mit Rosy Martin, Pigmentdruck | Libido uprising part I im Bestand der Tate Gallery Link zum Bild (Bitte Urheberrechte beachten)                                                                                                |
| Nancy Spero                                   | 1926                   | 2009      | USA                                              | Azur 2002, Tafeln 19 und 20 von 39, Siebdruck, Linotschnitt und synthetische Farbe auf orientalischem Papier, Centre Georges-Pompidou | |
| Frances Stark                                 | 1967                   |           | USA                                              | Chorus girl folding self in half 2008, Collage und Grafitstift auf Papier, Whitney Museum of American Art | Chorus girl folding self in half im Bestand des Whitney Museums of American Art Link zum Bild (Bitte Urheberrechte beachten)                                                                   |
| Pat Steir                                     | 1940                   |           | USA                                              | Sixteen waterfalls of dreams, memories, and sentiment (Sechzehn Wasserfälle aus Träumen, Erinnerungen und Gefühl) 1990, Öl auf Leinwand, Metropolitan Museum of Art | Sixteen waterfalls of dreams, memories, and sentiment im Bestand des Metropolitan Museum of Art Link zum Bild (Bitte Urheberrechte beachten)                                                   |
| Irma Stern                                    | 1894                   | 1966      | Südafrika                                        | The flower market, Cape Town (Der Blumenmarkt, Kapstadt) 1924, Öl auf Leinwand | |
| Florine Stettheimer                           | 1871                   | 1944      | USA                                              | Family portrait II 1933, Öl auf Leinwand, Museum of Modern Art | Family portrait II von Florine Stettheimer |
| Hito Steyerl                                  | 1966                   |           | Bundesrepublik Deutschland                       | How not to be seen: A fucking didactic educational .mov file 2013, HD-Video, ein Bildschirm in einer architektonischen Umgebung | How not to be seen: A fucking didactic educational .mov file im Bestand des Museums of Modern Art Link zum Bild (Bitte Urheberrechte beachten)                                                 |
| Jessica Stockholder                           | 1959                   |           | USA                                              | Lay of the land 2014, orangefarbene Einkaufskörbe aus Kunststoff, Verkehrsspiegel, orientalischer Teppich, 15 Holzhocker, Acrylfarbe, Hängeleuchten mit Glühlampen und Eisenwaren, Galerie Nächst St. Stephan, Wien | |
| Michelle Stuart                               | 1933                   |           | USA                                              | Serpent mount, Ohio 1978–1979, Erde auf Hadernpapier, aufgezogen auf Musselin, Glenstone Museum | |
| Sturtevant                                    | 1924                   | 2014      | USA                                              | Warhol Marilyns 1973, synthetischer Polymer-Siebdruck und Acryl auf Leinwand, Galerie Thaddaeus Ropac. London | |
| Maud Sulter                                   | 1960                   | 2008      | Vereinigtes Königreich                           | Terpsichore aus der Serie Zabat 1989, gerahmter Cibachrome-Druck, City Art Centre, Edinburgh | Terpsichore auf Homepage von Art UK Link zum Bild (Bitte Urheberrechte beachten) |
| Alina Szapocznikow                            | 1926                   | 1973      | Polen                                            | Lampe-Bouche (Illuminated lips) 1966, farbiges Polyesterharz, elektrische Verdrahtung und Metall, Galerie Loevenbruck, Paris | |
| Sarah Sze                                     | 1969                   |           | USA                                              | Triple point (Pendulum) 2013, Salz, Wasser, Stein, Schnur, Projektor, Video, Pendel und Mixed Media, 55. Biennale von Venedig, Kollektion des Museums of Modern Art | Triple point (Pendulum) im Bestand des Museums of Modern Art Link zum Bild (Bitte Urheberrechte beachten)                                                                                      |
| Sophie Taeuber-Arp                            | 1889                   | 1943      | Schweiz                                          | Composition à cercles-à-bras angulaires superposés (Komposition von Kreisen und überlappenden Winkeln) 1930, Öl auf Leinwand, Museum of Modern Art | Composition im Bestand des Museums of Modern Art Link zum Bild (Bitte Urheberrechte beachten)                                                                                                  |
| Atsuko Tanaka                                 | 1932                   | 2005      | Japan                                            | Electric dress (Elektrisches Kleid) 1956, die Künstlerin trägt ein Kleid aus Emaillefarbe auf Glühlampen, Elektrokabeln und einer Bedienkonsole, Performance auf der Gutai-Kunstausstellung, Ohara-Kalkan-Halle, Tokio | Electric dress auf Homepage von Medien Kunst Netz Link zum Bild (Bitte Urheberrechte beachten)                                                                                                 |
| Dorothea Tanning                              | 1910                   | 2012      | USA                                              | Eine kleine Nachtmusik 1943, Öl auf Leinwand, Tate Gallery | Eine kleine Nachtmusik im Bestand der Tate Galler Link zum Bild (Bitte Urheberrechte beachten)                                                                                                 |
| Tarsila                                       | 1886                   | 1973      | Brasilien                                        | Abaporú 1928, Öl auf Leinwand, Museo de Arte Latinoamericano de Buenos Aires | Abaporú im Bestand des Museum of Modern Art Link zum Bild (Bitte Urheberrechte beachten) |
| Lenore Tawney                                 | 1907                   | 2007      | USA                                              | Dark river wall hanging 1962, Leinen und Wolle, Museum of Modern Art | Dark riverim Bestand des Museum of Modern Art Link zum Bild (Bitte Urheberrechte beachten) |
| Anna Dorothea Therbusch                       | 1721                   | 1782      | Königreich Preußen                               | Selbstbildnis um 1782, Öl auf Leinwand, Gemäldegalerie, Berlin | Selbstbildnis von Anna Dorothea Therbusch |
| Alma Thomas                                   | 1891                   | 1978      | Deutsches Reich                                  | Springtime in Washington (Frühling in Washington) 1971, Acryl auf Leinwand | Springtime in Washington auf Homepage von Obelisk Art Project Link zum Bild (Bitte Urheberrechte beachten)                                                                                     |
| Mickalene Thomas                              | 1971                   |           | USA                                              | Le déjeuner sur l’herbe: Les trois femmes noires (Mittagessen im Gras: Die drei schwarzen Frauen) 2010, Strass, Acryl und Emaille auf Tafel, Seattle Art Museum | |
| Elizabeth Thompson, Lady Butler               | 1846                   | 1933      | Schweiz                                          | Scotland forever! 1881, Öl auf Leinwand, Leeds Art Gallery | Scotland forever! von Elizabeth Thompson |
| Rosemarie Trockel                             | 1952                   |           | Bundesrepublik Deutschland                       | Who will be in '99? 1988, beigefarbene und schwarze Wolle, Städel Museum | Who will be in '99? im Bestand des Städel Museums Link zum Bild (Bitte Urheberrechte beachten)                                                                                                 |
| Anne Truit                                    | 1921                   | 2004      | USA                                              | Morning choice 1968, Acryl auf Marinesperrholz aus Mahagoni, Saint Louis Art Museum | Wonderland im Bestand des Saint Louis Art Museum Link zum Bild (Bitte Urheberrechte beachten)                                                                                                  |
| Uemura Shōen                                  | 1875                   | 1949      | Japan                                            | Yang guifei 1922, Pigment auf Seide, Shohaku Museum of Arts | Yang guifei von Uemura Shōen |
| Mierle Laderman Ukeles                        | 1939                   |           | USA                                              | Washing / tracks / maintenance: Outside, July 23, 1973, Teil der Serie Maintenance art performance 1973–1974, Performance im Wadeworth Atheneum, Hartford, Connecticut | |
| Amalia Ulman                                  | 1989                   |           | Argentinien                                      | Excellence & perfections, Episode 1 2014, Performance, Instagram | |
| Suzanne Valadon                               | 1865                   | 1938      | Frankreich                                       | La chambre bleue (Das blaue Zimmer) 1923, Öl auf Leinwand, Centre Georges Pompidou | Das blaue Zimmer von Suzanne Valadon |
| Valie Export                                  | 1940                   |           | Österreich                                       | Aktionshose: Genitalpanik 1969, aus einem Set von 6 identischen Siebdruck-Postern, Centre Georges Pompidou | Aktionshose: Genitalpanik auf Homepage der Künstlerin Link zum Bild (Bitte Urheberrechte beachten)                                                                                             |
| Anne Vallayer-Coster                          | 1744                   | 1818      | Frankreich                                       | Les attributs des arts (Die Attribute der Kunst) 1769, Öl auf Leinwand, Musée du Louvre | Die Attribute der Kunst von Anne Vallayer-Coster |
| Remedios Varo                                 | 1908                   | 1963      | Spanien                                          | Mujer saliendo del psicoanalista (Frau nach der Sitzung beim Psychoanalytiker) 1960, Museo de Arte Moderno | |
| Joana Vasconcelos                             | 1971                   |           | Frankreich                                       | A noiva (Die Braut) 2001–2005, o.b.-Tampons, Edelstahl, Baumwollfaden und Stahlkabel, Sammlung Antonio Cachola, Elvas | A noiva auf Homepage von Google Arts & Culture Link zum Bild (Bitte Urheberrechte beachten) |
| Cecilia Vicuña                                | 1948                   |           | Chile                                            | Quipu visceral (Viszeraler Quipu) 2017, gefärbte, ungesponnene Wolle, | |
| Maria Helena Vieira da Silva                  | 1908                   | 1992      | Portugal                                         | La partie d'échecs (Das Schachspiel) 1943, Öl auf Leinwand, Centre Georges Pompidou | La partie d'échecs im Bestand des Centre Georges Pompidou Link zum Bild (Bitte Urheberrechte beachten)                                                                                         |
| Élisabeth Vigée-Lebrun                        | 1755                   | 1842      | Frankreich                                       | Erzherzogin Marie-Antoinette (1755–1793), Königin von Frankreich 1778, Öl auf Leinwand, Kunsthistorisches Museum Wien | Erzherzogin Marie-Antoinette von Élisabeth Vigée-Lebrun |
| Marie-Denise Villers                          | 1774                   | 1821      | Frankreich                                       | Marie Joséphine Charlotte du Val d’Ognes (1766–1868) 1801, Öl auf Leinwand, Metropolitan Museum of Art | Marie Joséphine Charlotte du Val d’Ognes von Marie-Denise Villers |
| Ursula von Rydingsvard                        | 1942                   |           | Deutsches Reich                                  | Blackened word (Geschwärztes Wort) 2008, Zedernholz und Grafit, Buffalo AKG Art Museum | Blackened word im Bestand des Buffalo AKG Art Museum Link zum Bild (Bitte Urheberrechte beachten)                                                                                              |
| Kara Walker                                   | 1969                   |           | USA                                              | You do 1993/94, Scherenschnitt (Papier) auf Leinwand | |
| Rebecca Warren                                | 1965                   |           | Vereinigtes Königreich                           | Hundemeister 2004, handbemalter Ton auf lackierter MDF-Säule | |
| Anna Waser                                    | 1678                   | 1714      | Schweiz                                          | Selbstbildnis mit zwölf Jahren 1691, Öl auf Leinwand, Kunsthaus Zürich | Selbstbildnis mit zwölf Jahren von Anna Waser |
| Michaelina Wautier                            | 1617                   | 1689      | Grafschaft Hennegau                              | Bacchanal 1659, Öl auf Leinwand, Kunsthistorisches Museum Wien | Bacchanal von Michaelina Wautier |
| Gillian Wearing                               | 1963                   |           | Vereinigtes Königreich                           | I’m desperate (Ich bin verzweifelt) aus der Serie Signs that say what you want them to say and not signs that say what someone else ants you to say 1992–1993, auf Aluminium aufgezogener C-Print | I'm desperate im Bestand der Tate Gallery Link zum Bild (Bitte Urheberrechte beachten) |
| Carrie Mae Weems                              | 1953                   |           | USA                                              | Untitled (Woman and daughter with makeup) (Ohne Titel, Frau und Tochter mit Make-Up) 1990, Silbergelatinedruck | Untitled (Woman and daughter with makeup) im Bestand des Museum of Modern Art Link zum Bild (Bitte Urheberrechte beachten)                                                                     |
| Marianne von Werefkin                         | 1860                   | 1938      | Russisches Kaiserreich                           | Die Landstraße 1907, Tempera auf Papier, Museo comunale d’arte moderna, Ascona | Die Landstraße von Marianne von Werefkin |
| Pae White                                     | 1963                   |           | USA                                              | Untitled (Ohne Titel) 2017, Acrylgarn, Vinyl, Wandfarbe und verspiegelte Dibond-Platte; Maske: Schaumstoff und Cinefoil | |
| Rachel Whiteread                              | 1963                   |           | Vereinigtes Königreich                           | House 1993, 193 Grove Road, London E3, abgerissen 1994 | House im Bestand der Tate Gallery Link zum Bild (Bitte Urheberrechte beachten) |
| Faith Wilding                                 | 1943                   |           | Paraguay                                         | Crocheted environment (Gehäkelte Umgebung) 1972/1995, Acrylgarn „Woolworth’s Sweetheart“ und Sisalstrick, Institute of Contemporary Art, Boston | Crocheted environment im Bestand des Institute of Contemporary Art Link zum Bild (Bitte Urheberrechte beachten)                                                                                |
| Hannah Wilke                                  | 1940                   | 1993      | USA                                              | S. O. S. – Starification object series 1974–1982, Silbergelatinedrucke mit Kaugummi-Skulpturen, Museum of Modern Art | S. O. S. – Starification object series im Bestand des Museum of Modern Art Link zum Bild (Bitte Urheberrechte beachten)                                                                        |
| Jane Wilson                                   | 1967                   |           | Vereinigtes Königreich                           | Azeville 2006, Silbergelatinedruck auf Papier | Azevielle im Bestand der Tate Gallery Link zum Bild (Bitte Urheberrechte beachten) |
| Betty Woodman                                 | 1930                   | 2018      | USA                                              | A single joy of song 2017, glasiertes Steingut, Epoxidharz, Lack, Acrylfarbe, Leinwand und Holz | A single joy of song auf Homepage der Familie Woodman Link zum Bild (Bitte Urheberrechte beachten)                                                                                             |
| Francesca Woodman                             | 1958                   | 1981      | USA                                              | Self-portrait talking to Vince, Providence, Rhode Island (Selbstbildnis beim Gespräch mit Vince, Providence, Rhode Island) 1977, Vintage-Gelatinedruck | Self-portrait talking to Vince, Providence, Rhode Island auf Homepage von Google Arts & Culture Link zum Bild (Bitte Urheberrechte beachten)                                                   |
| Rose Wylie                                    | 1934                   |           | Vereinigtes Königreich                           | Pink skater (Will I win, will I win ...) 2015, Öl auf Leinwand | Pink skater (Will I win, will I win ...) auf Homepage Arthur, a Digital Museum Link zum Bild (Bitte Urheberrechte beachten)                                                                    |
| Xiao Lu                                       | 1962                   |           | Volksrepublik China                              | Dialogue 1989, Installation und Performance auf der Ausstellung „China/Avant-Garde“, Chinesisches Kunstmuseum | |
| Xing Danwen                                   | 1967                   |           | Volksrepublik China                              | Urban fiction, Image 0 2004, digital manipulierte Fotografie | |
| Catherine Yass                                | 1963                   |           | Vereinigtes Königreich                           | Lighthouse (East) 2011, Farbtransparenzfilm Duratrans und Leuchtkasten | |
| Lynette Yiadom-Boakye                         | 1977                   |           | Vereinigtes Königreich                           | Complication 2013, Öl auf Leinwand | Complication auf Homepage The art desk Link zum Bild (Bitte Urheberrechte beachten) |
| Yin Xiuzhen                                   | 1963                   |           | Volksrepublik China                              | Portable cities: Groningen (Tragbare Städte, Groningen) 2011, Koffer, gebrauchte Kleidung, Licht, Landkarte und Ton, Groninger Museum | |
| Lisa Yuskavage                                | 1962                   |           | USA                                              | Day 1999–2000, Öl auf Leinwand | |
| Zarina                                        | 1937                   | 2020      | Indien                                           | Home is a foreign place (Heimat ist ein unbekannter Ort) 1999, Portfolio von 36 Holzschnitten, Urdu-Text in Schwarz, gedruckt auf Kozo-Papier, aufgezogen auf Somerset-Papier | Complication im Bestand des Metropolitan Museum of Art Link zum Bild (Bitte Urheberrechte beachten)                                                                                            |
| Fahrelnissa Zeid                              | 1901                   | 1991      | Osmanisches Reich                                | Untitled (Ohne Titel) um 1950, Öl auf Leinwand, Tate Gallery | Untitled im Bestand der Tate Gallery Link zum Bild (Bitte Urheberrechte beachten) |
| Andrea Zittel                                 | 1965                   |           | USA                                              | Wagon Station encampment at A-Z West, Joshua Tree, CA 2012–Gegenwart, pulverbeschichteter Stahl, MDF, Aluminium und Lexan | |